# Капітал хуацяо в економіці Індонезії

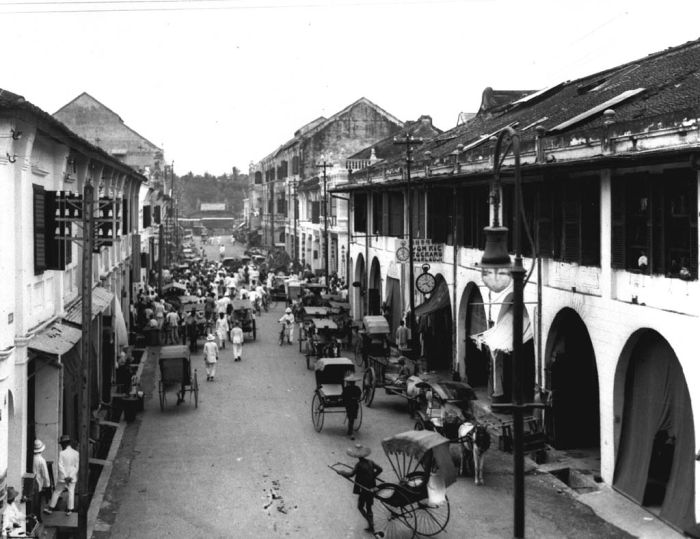
Китайський квартал Медана

Капітал хуацяо (вихідців із Китаю) займає ключові позиції в економіці Індонезії. Історія діяльності китайських підприємців на островах Малайського архіпелагу, що нині входять до складу Індонезії, сягає своїм корінням Середньовіччя. Вона рясніє як періодами підйому і заступництва з боку керівних кіл, так і протекціоністськими заходами влади щодо захисту місцевих підприємців. У колоніальний період китайські підприємці зайняли провідні позиції в компрадорській діяльності, що підігрівало серед місцевих еліт антикитайський шовінізм і стимулювало соціальне відчуження між корінним населенням і хуацяо.
Після здобуття Індонезією незалежності діяльність хуацяо поступово змістилася з роздрібної торгівлі та лихварства в галузь промисловості й банківської справи. Частина китайських підприємців змогла дістати вигоду з націоналізації іноземного капіталу та співробітництва з новою владою країни. Нерідко проти асимільованих китайців, які традиційно були дуже впливовою силою у торгово-фінансовій системі Індонезії, спалахували погроми, інспіровані їх економічними конкурентами, але прикриті релігійними або іншими гаслами (при цьому, від кінця 1960-х років уряд Індонезії почав вживати заходів для ослаблення стихії антикитайських виступів, однак, не завжди успішних і послідовних).
Лібералізація державної політики щодо капіталів хуацяо і ослаблення дискримінаційних бар'єрів стосовно китайських бізнесменів призвели до уповільнення відтоку коштів з країни, повернення частини раніше вивезених капіталів, підтримки офіційної економічної політики і державних програм. У сучасній Індонезії етнічні китайці продовжують відігравати важливу роль в економіці країни, займаючи в деяких галузях домінантне положення. Хуацяо становлять більшість мільярдерів Індонезії, їм належить більша частина приватних компаній країни, найчастіше саме вони створюють спільні підприємства з іноземними інвесторами.
Китайська ділова громада Індонезії характеризується наявністю багатого досвіду підприємницької діяльності, закладеного ще в колоніальний період, широкими регіональними зв'язками, що відкриває хуацяо доступ до міжнародного ринку капіталу та сучасних технологій, а також консолідованістю на общинній основі (практика «гуаньсі»), яка викликана неприязним ставленням з боку корінного населення і особливо корінних підприємців. Індонезійські хуацяо є складовою частиною так званої «бамбукової мережі» і тісно пов'язані з земляками як з Південно-Східної Азії, так і Китаю і Тайваню.

## Історія

### Стародавній та середньовічний періоди

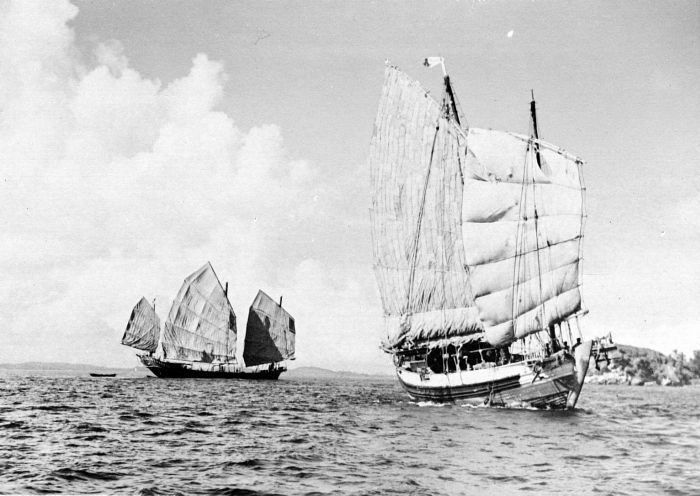
Джонки, на яких китайські мореплавці здавна ходили вздовж берегів Південно-Східної Азії

Китайські торговці та інші мореплавці відвідували острови Малайського архіпелагу від найдавніших часів. Вже в хроніці «Ханьшу» є перша згадка про архіпелаг. 132 року один з правителів Яви відправив посольство до Ханського двору, після чого такі посольства стали звичайним явищем і для інших острівних державних утворень. У 430 і 452 роках посольства до китайського двору посилав правитель Калінгі (Центральна Ява), також в V столітті відправляв посольства правитель південно-східної Суматри (в китайських джерелах ця держава мала назву «Ганьтолі»), 518 року — правитель Полі (Східна Ява і Балі), 644 року — правитель Малаю (центральна Суматра). Крім суто дипломатичних функцій такі посольства відігравали і торгову роль, знайомлячи імператорів Піднебесної з товарами, виробленими на островах.
670 року посольство до Танського двору відправив правитель царства Шривіджая (південно-східна Суматра), а 671 року Шривіджаю і сусіднє царство Малаю відвідав китайський чернець Їцзін. Вже у VIII столітті Шривіджая перетворилася на могутню морську імперію, яка домінувала на морських шляхах через Малаккську і Зондську протоки (по них судна з Персії та Індії йшли до берегів Китаю і назад). Махараджі Шривіджаї посилали регулярні посольства в Китай і підтримували з династією Тан торговельні зносини.
Для I тисячоліття були не характерні компактні поселення з нащадковим, з покоління в покоління, етнічно стійким китайським населенням. Поселення з'являлись і зникали, частина їх жителів поверталася в Китай, частину через кілька поколінь асимілювали навколишні народи архіпелагу. У період династії Сун (X—XIII століття) помітно посилилася еміграція з Південного Китаю торговців, які шукали нові ринки збуту для своїх товарів, і безземельних селян, які прагнули заробити собі на прожиття. Через часті конфіскації владою купецьких судів і примусові набори з них моряків, необхідних імператорам для ведення безперервних воєн з чжурчженями, багато китайських купців воліли тікати в «Південні моря» з накопиченими капіталами і там починати життя заново.

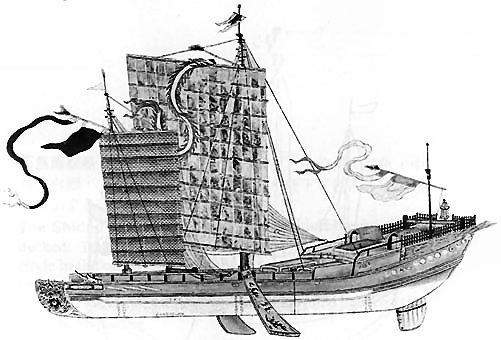
Джонка періоду Сунської династії

У X столітті на північному узбережжі Яви, переважно в портових містах, стали з'являтися перші поселення китайців. Багато з них спочатку не мали засобів для існування. Бідні китайці наймалися до заможних земляків продавцями або розносниками, деякі з них з часом самі ставали дрібними крамарями, міняйлами та лихварями, а потім і впливовими купцями. Торгівля, яку в сунському Китаї вважали другорядним, почасти непрестижним заняттям, в діаспорі набувала рис гідного способу збагачення і сходження соціальними сходами.
До XIII століття на південній Суматрі процвітало місто Саньфоці, в якому проживало кілька тисяч китайців (воно було важливим торговим портом для суден з Китаю та Індії). На початку 1293 року на Яві висадилися війська імператора Хубілая, який вимагав від яванського царства Сінгасарі визнати сюзеренітет династії Юань. Китайські війська і принц Віджая, який до них примкнув, захопили бунтівну область Кедірі, після чого Віджая розгромив розкидані по острову загони Хубілая, залишки яких у травні 1293 року були змушені відплисти з Яви на батьківщину. Понад 100 китайських солдатів вирішили не повертатися і заснували своє поселення на острові Біллітон. Після перемоги Віджая заснував нову державу Меджепегіт, яка незабаром встановила з Китаєм жваві торговельні та дипломатичні зв'язки.
Прихід до влади династії Мін (XIV століття) ознаменував собою посилення дипломатичної активності Китаю у країнах «Південних морів». Розвиток торговельних зв'язків супроводжувався активною еміграцією китайців на острови архіпелагу і появою перших стійких китайських поселень. Місцеві феодали не перешкоджали притокові хуацяо, намагаючись витягти з їхньої торгової та ремісничої діяльності свою вигоду. Життя в чужорідному, часом ворожому оточенні змушувало китайських поселенців шукати різні форми самоорганізації та самозахисту. Частина китайців одружилася з місцевими жінками і засвоювала місцеву мову, але більшість відгороджувалася від зовнішнього світу у своїх кварталах. Деякі хуацяо, що потрапляли в боргову залежність, перебували у своїх земляків (купців і лихварів) на положенні невільників.
У соціальній структурі великих китайських поселень було декілька стійких інститутів, під загальною назвою «бан» (цим терміном позначалися різні братства, земляцтва чи асоціації). Однією з форм самоорганізації хуацяо були асоціації однофамільців або так звані «клани» (на відміну від Китаю, в еміграції це не було об'єднання родичів, а швидше організації взаємодопомоги). Іншою формою консолідації хуацяо було згуртування за принципом діалектної належності (носії хакка, хокло, чаочжоу або кантонської намагалися селитися поруч із земляками, утворюючи квартали, райони чи поселення людей, які говорили на одному діалекті). З часом стали налагоджуватися стійкі зв'язки між такими «земляцтвами», які навіть перебували в різних частинах Малайського архіпелагу, однак вони не контактували, а іноді й відкрито ворогували з іншими діалектними групами китайських переселенців.

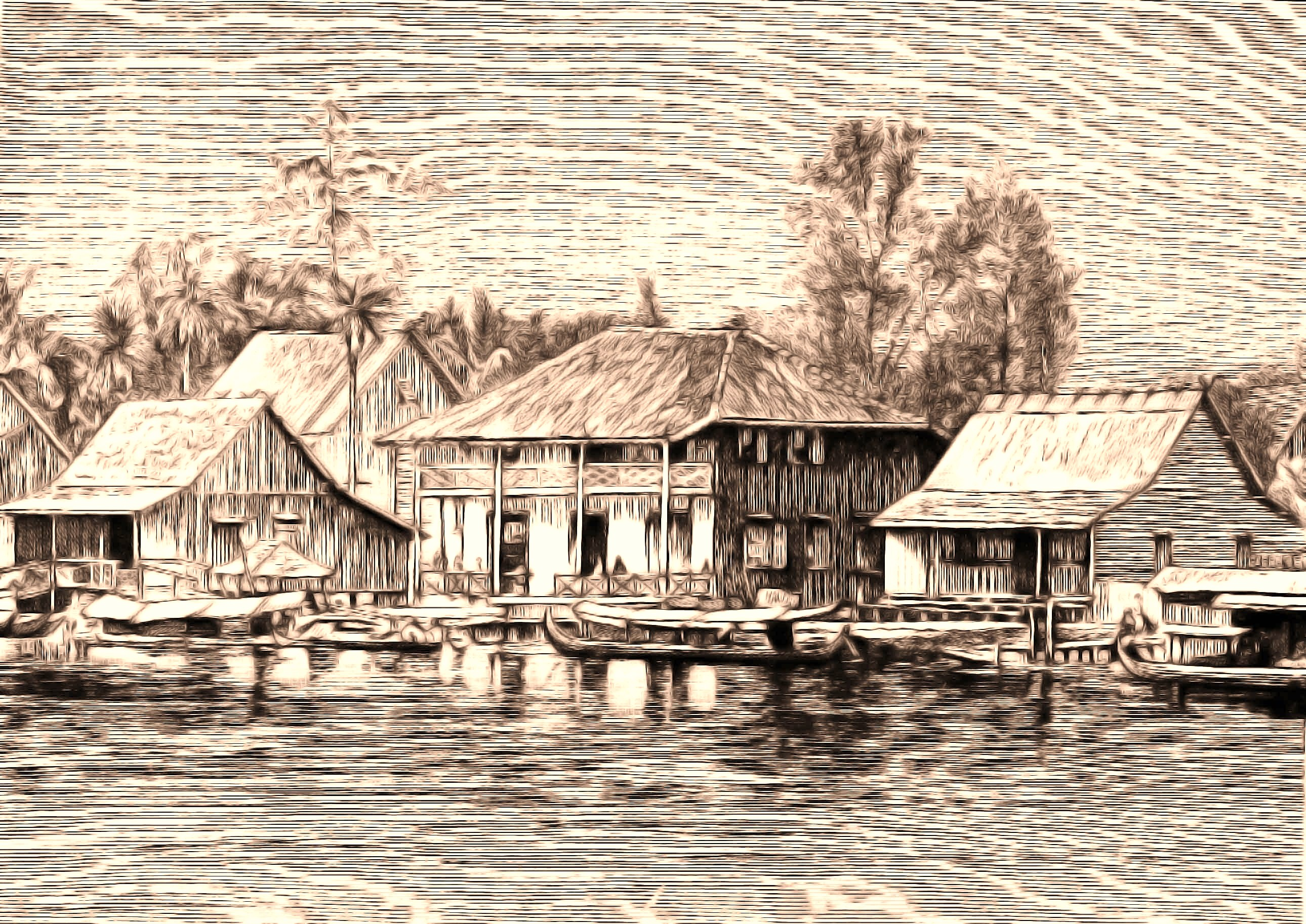
Китайський квартал Банджармасіна

Також в середовищі хуацяо існували спадкові професійні спільноти за типом торгово-ремісничих гільдій або цехів, і таємні товариства (тріади). Всі типи «банів» через свої каси надавали матеріальну допомогу членам асоціації, утримували громадські храми і кладовища, регулювали соціальні відносини всередині громади, стежили за дотриманням традицій.
Китайські поселення архіпелагу були повністю незалежними від центральної імператорської влади або губернаторів приморських провінцій Китаю. Абсолютна більшість громад хуацяо взагалі не підтримувала офіційних відносин з Китаєм, обмежившись контактами з батьківщиною на рівні сім'ї або клану. Втім, і імператори Мінської династії не прагнули встановити свій контроль над китайськими переселенцями, яких неофіційно вважали «зрадниками» і «контрабандистами» (крім того, китайська влада побоювалася своїм контролем породити осередки опозиції серед емігрантів).
Близько 1380 року кілька тисяч китайців, які проживали в князівстві Палембанг (південна Суматра) і займалися морською торгівлею, захопили владу і обрали своїм правителем одного з найвпливовіших купців. Флот хуацяо не лише займався прибутковою торгівлею, але й промишляв крадіжками судів, які проходили повз, зокрема мінських посольських місій. Попри це, китайські правителі Суматри навіть змогли домогтися автономії від Китаю, визнаючи номінальний васалітет імператора. Влада китайських переселенців в цьому районі протрималася близько 60 років, після 1440 року згадки про них більше не зустрічалися в письмових джерелах.
На початку XV століття біля нинішнього Семаранга висадився загін моряків з експедиції флотоводця Чжен Хе. Вони заснували невелике поселення, що згодом стало однією з найбільших китайських громад архіпелагу. Інші значні китайські громади постійно проживали в Тубані та Сурабаї (східна Ява), Бантамі і Джакарті (західна Ява), де відігравали значну роль у торгових операціях. Китайський квартал Бантама, оточений стіною і ровом, був забудований кам'яними будинками, тоді як місцеві жителі тулилися в хатинках з очерету. Деякі багаті китайські купці тримали домашніх рабів. Пізніше китайські купці північної Яви встановили тісні контакти з громадами хуацяо на Борнео (Бункомі, Самбас, Понтіанак і Сукадана), а також у Сінгапурі та Малацці. Вони торгували китайським шовком, бавовною, порцеляною, порохом і ювелірними виробами, а вивозили переважно прянощі й олово (частину перепродували європейським купцям).
На західному Борнео китайські селяни широко практикували сільське господарство й заготівлю цінних порід деревини. У султанаті Бантам деякі хуацяо володіли плантаціями перцю і рисовими полями. Більшість ремісників у містах були китайцями. На Яві хуацяо належали майже всі підприємства з переробки цукрового очерету на рафінад.

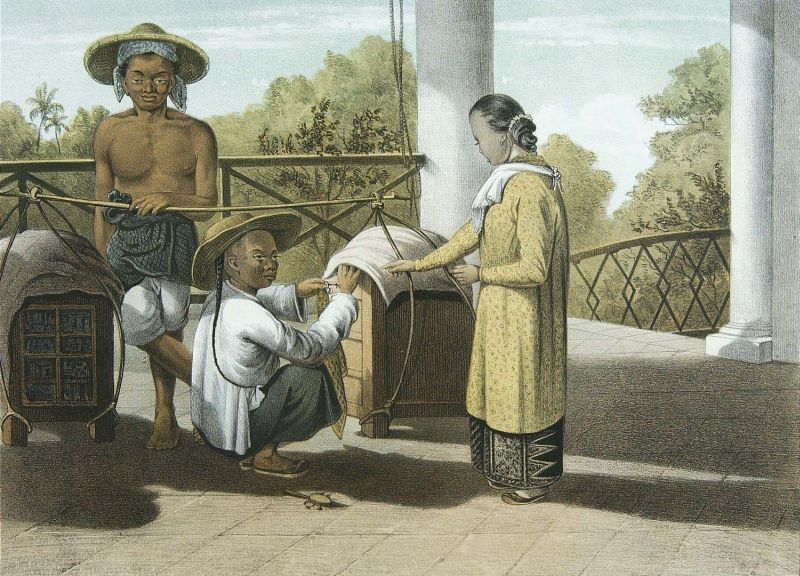
Китайський вуличний торговець

Наприкінці XVII століття, з остаточним придушенням імперією Цін останніх осередків опору на півдні Китаю, таємні товариства, які здавна існували серед хуацяо Південних морів, набули яскраво вираженої антиманьчжурської спрямованості. Їхньою соціальною базою стали міські низи чайнатаунів і досить поширені об'єднання контрабандистів. Таємні товариства, які нерідко зближувалися з клановою верхівкою китайської діаспори, не лише захищали земляків від утисків з боку місцевої влади і люмпенів, а й містили гральні будинки, підпільні борделі і курильні опіуму.
Цинський двір максимально скоротив контакти хуацяо з Китаєм: еміграцію з країни було заборонено під загрозою смертної кари; зовнішню торгівлю було оголошено державною монополією і істотно скорочено; з південно-східного узбережжя вглиб країни було виселено всіх жителів, що перервало морську торгівлю між Піднебесною й китайцями Південних морів. Все це призвело до відчуження хуацяо від Китаю, а також консолідувало і стабілізувало китайські громади архіпелагу, поповнення яких новими іммігрантами надовго припинилося. Китайці, які втратили надію повернутися на батьківщину хоча б на старість, стали міцно обживатися на новому місці і шукати форми співіснування з місцевим населенням. Тільки з кінця XVIII століття цінська влада під впливом економічної ситуації і тиском європейської експансії була змушена послабити обмеження на зовнішню торгівлю і виїзд з країни своїх підданих.

### Колоніальний період

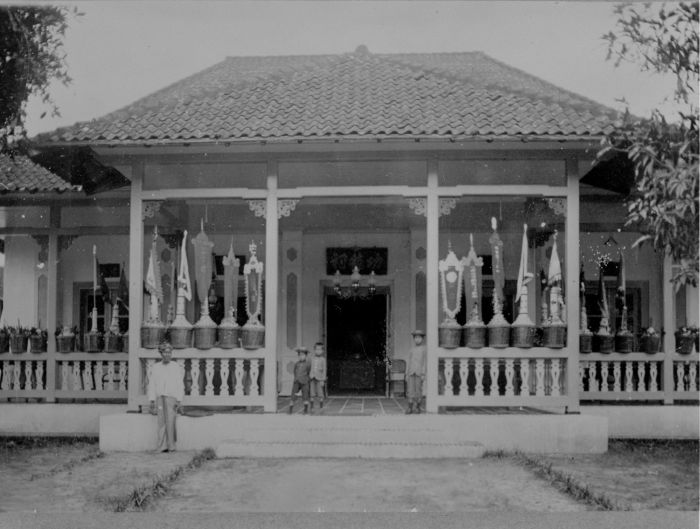
Китайський храм на Амбоні

Появу в XVI столітті на Малайському архіпелазі перших європейських колонізаторів (спершу португальців на Молуккських островах, потім голландців у Бантамі) вороже зустріли китайські купці, які тут проживали. Якщо раніше вони успішно конкурували з мирними індійськими і арабськими купцями, то тепер європейських торговців супроводжували великі військові сили, здатні захоплювати торгові факторії, підпорядковувати місцевих правителів і нав'язувати свої правила торгівлі.
Проте з часом з'явилися певні точки дотику, а потім і галузі взаємовигідного співробітництва між китайським та європейським купецтвом. Користуючись тим, що європейці зосередилися на прибутковій експортній торгівлі, а китайці добре знали місцеві мови і традиції господарської діяльності, останні швидко проникали в такі сфери, як скупка у населення і підвіз до портів експортних товарів. Незабаром хуацяо монополізували функції торговельних посередників між європейцями і аборигенними селянами, ремісниками і феодалами. На територіях, перетворених в колонії, китайці діяли як відкупники зі збирання податків і мит. Все це викликало серед місцевого населення неприязне ставлення до китайських купців, лихварів і збирачів податків, багатьох з яких корінні жителі сприймали як чужинців та іновірців.
Після того, як голландська Ост-Індійська компанія в першій чверті XVII століття витіснила португальців та англійців з Молукк і встановила монополію на торгівлю прянощами, вона налагодила співпрацю з китайськими купцями. Хуацяо були перекладачами на переговорах з місцевими феодалами, постачали голландські судна провізією і прісною водою (місцеве населення нерідко відмовлялося вести справи з окупантами), вели роздрібну торгівлю в містах і фортах, які належали голландцям. У відповідь на лояльність колоніальна влада заохочувала приплив китайського населення у свої володіння (наприклад, якщо 1619 року в Батавії проживало близько 400 хуацяо, то через десятиріччя — уже 2 тис., а в 1725 році — близько 10 тис.). У 1620-х роках генерал-губернатор Ост-Індії Ян Пітерсзоон Кун офіційно дозволив китайцям вести роздрібну торгівлю на території Яви і прибережну торгівлю з Батавією, а також надав їм певну свободу в галузі морських перевезень між Явою і Китаєм.

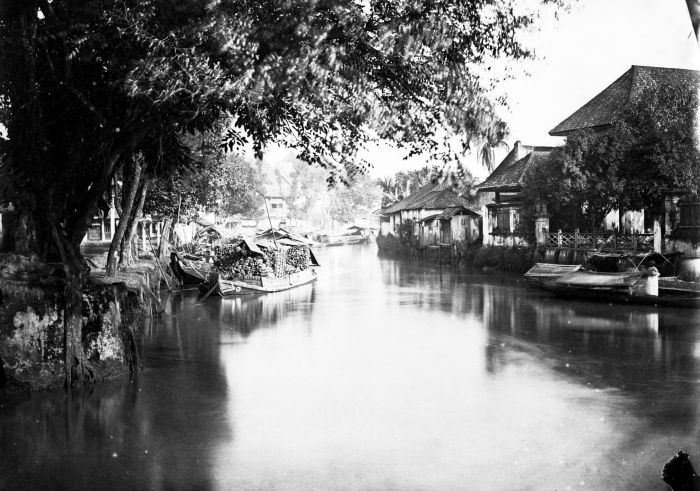
Китайський квартал Батавії

Китайські купці постійно слідували за голландською військової експансією поза межами Яви, відкриваючи на нових підкорених територіях свої торгові факторії. Колоніальна влада гарантувала хуацяо особисту безпеку й збереження майна, надавала їм преференції в галузі торгівлі, а також будівництва укріплень, складів, причалів і житла.
Від початку XVIII століття чисельність китайців у яванських володіннях голландської Ост-Індійської компанії неухильно зростала. Хуацяо займалися роздрібною та посередницькою торгівлею, ремеслами, лихварством, а також вирощували цукровий очерет та інші плантаційні культури. За підтримки компанії китайці налагодили промислову переробку цукрового очерету, обійшовши за впливом навіть місцевих власників кавових плантацій (1710 року тільки навколо Батавії працювало 130 цукрових заводів, на яких було зайнято понад 25 тис. осіб, з них близько 7 тис. — хуацяо). Спочатку голландці були зацікавлені в залученні підприємливих китайців на свої підконтрольні території, однак коли влада колонізаторів на Яві досить зміцніла, вони стали обмежувати діяльність комерсантів з числа хуацяо, в яких бачили своїх основних торгових конкурентів.
Ще однією причиною загострення стосунків між голландцями та хуацяо стало те, що разом з великим напливом в Ост-Індію китайських іммігрантів не всі вони знаходили собі заняття, а колоніальна влада була обмежена в можливості позбутися «зайвих» поселенців (1728 року Цінський уряд заборонив усім китайцям, які залишили країну без дозволу, повертатися на батьківщину). До 1733 року в Батавії та околицях столиці проживало близько 80 тис. китайців. У відповідь голландці посилили політику щодо яванських китайців: їм заборонили залишати свої міста без письмового дозволу влади, пересуватися в пошуках роботи і відкривати нові лавки, купців обклали непосильними податками. За будь-які проступки китайців піддавали суворим покаранням, а «підозрілих осіб» висилали на острови Банда, Цейлон чи в Кейптаун. Дискримінаційні заходи повсюдно супроводжувалися здирствами з боку голландських чиновників.

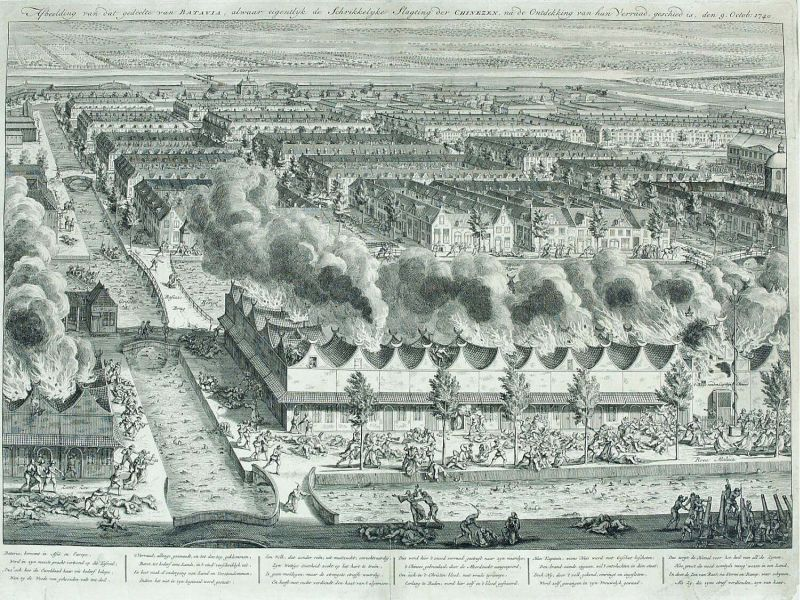
Різанина китайців у Батавії в 1740 році. Гравюра

У вересні 1740 року на Яві спалахнули хвилювання китайського населення, незадоволеного репресіями колоніальної влади. Масові арешти хуацяо в столиці викликали їх втечу у внутрішні райони острова. У жовтні голландці інспірували китайський погром в Батавії та інших приморських містах північної Яви, використавши міські низи, що страждали від гноблення з боку китайських лихварів та крамарів. Голландські війська і натовп мусульман тільки в Батавії знищили близько 10 тис. хуацяо. У відповідь на це китайці, які перебували на плантаціях і цукрових заводах за межами столиці, перебили голландців у Рембангу та деяких інших містах, а також обложили Семаранг. Повсталих хуацяо підтримали деякі феодали Матараму, але голландці силою придушили заколот, після чого встановили свій контроль над всім північним узбережжям Яви і західною частиною Мадури.
Після трагічних подій восени 1740 року в Батавії вціліло трохи більш як 3 тис. китайців. Влада залишила в силі раніше прийняті обмеження на свободу пересування хуацяо, їм дозволялося селитися тільки в окремих кварталах і місцях, попередньо визначених голландської адміністрацією. Після того, як до 1742 року китайські хвилювання на Яві було остаточно придушено, голландці, які все одно потребували послуг з боку китайців, оголосили про загальну амністію і зобов'язалися враховувати інтереси хуацяо в дозволених їм сферах діяльності. Завдяки цим рішенням у другій половині XVIII століття чисельність і економічний вплив китайців на архіпелазі відновилися.
Тепер зміцнення економічних позицій хуацяо відбувалося за рахунок системи монопольних відкупів, яка набула значного поширення. Китайські відкупники збирали податки за торгівлю на ринках та поголовщину, монопольно скуповували продукцію, вироблену місцевими селянами і ремісниками, тримали у своїх руках монопольні права на рибальство в річках і затоках, на торгівлю тютюном, опіумом і спиртними напоями. Відсутність дієвого контролю з боку голландців призвела до того, що незабаром хуацяо стали реальними господарями більшості ринків. Ост-Індійська компанія здавала в оренду відкупникам-китайцям прибережні яванські села, мешканці яких були зобов'язані добувати сіль і всю вироблену продукцію продавати тільки господарям. До кінця XVIII століття монопольні права відкупників поширювалися на великі території (в 1796 році з більш ніж 8,5 тис. сіл, що перебували під управлінням компанії, 1134 були на відкупі хуацяо). Багато відкупників-китайців фактично перетворилися на феодалів: вони збирали земельну ренту та інші податки, примушували населення виконувати трудові повинності.
Особливо тяжка експлуатація спостерігалася в тих селах і районах, які місцеві правителі, що перебували в залежності від голландців, здавали китайцям на відкуп на короткий термін. Відкупники з допомогою озброєних найманців прагнули швидко отримати дохід будь-якими шляхами не піклуючись про подальшу долю земель і населення. Дії відкупників призводили до розорення цілих сіл і зростання селянського невдоволення, що нерідко виливалося у хвилювання і заворушення.

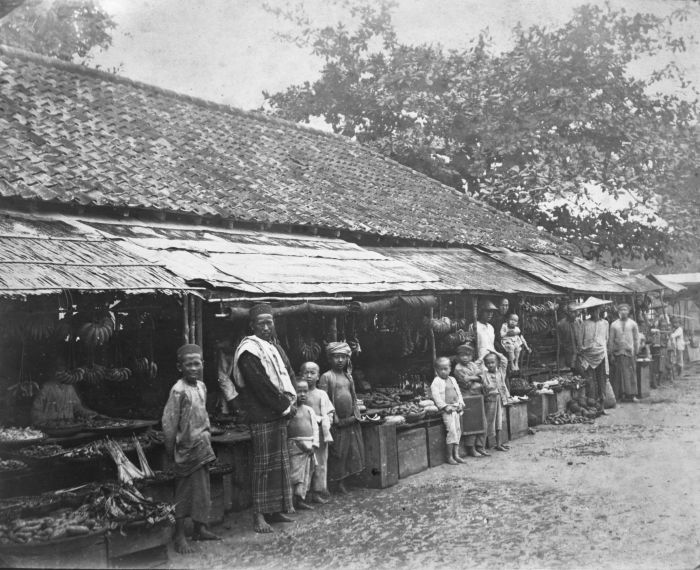
Китайський ринок в Батавії

До кінця XVIII століття на Яві та Мадурі проживало близько 100 тис. китайців, ще кілька десятків тисяч мешкало у Зовнішніх володіннях. Голландці створили ефективну систему непрямого управління китайською діаспорою, здійснювану через підзвітних колоніальним чиновникам «офіцерів» (найчастіше вони були відомі як «Капітан Чайна» або «Майор Чайна»). Їх підбирали на цю посаду (хоча формально її вважали виборною) з-поміж заможних купців і лихварів, що становили верхівку китайської громади. Система «офіцерів», яка склалася наприкінці XVII століття, проіснувала майже весь період голландського панування над архіпелагом. Найбільш престижними вважалися посади «капітана» (пізніше «майора») Батавії, «капітанів» Бантама, Бангіла, Медана, Палембанга, Бенкаліса, Мунтока і Селат-Панджанга.
1811 року британські війська захопили Яву, але в 1814 році Англія була змушена повернути Нідерландам їхні індонезійські володіння. Лондонський договір 1824 року остаточно врегулював англо-голландські протиріччя в Південно-Східній Азії, але встановлені по ньому митні тарифи дозволяли британським купцям успішно конкурувати з голландцями в Індонезії. Голландці, які повернулися, швидко ліквідували навіть позитивні результати досить ефективних реформ, проведених британським віце-губернатором Стамфордом Рафелзом, відродили низку натуральних повинностей, а в «самоврядних» султанатах Джок'якарта і Суракарта заборонили оренду землі і анулювали контракти, вже укладені місцевими феодалами з європейськими та китайськими приватними підприємцями.

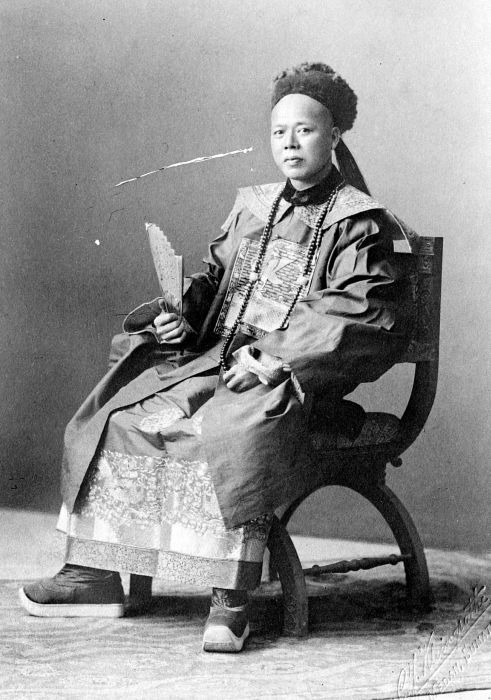
«Капітан Медана» Чон А Фіе (Чжан Яосюань)

На початку 1830-х років голландці ввели на Яві і Суматрі систему «примусових» експортних культур і фактично заборонили діяльність приватного капіталу. У 1851 році почалося голландське підкорення Західного Калімантану, де було багато поселень золотошукачів-хуацяо. Китайці наполегливо чинили опір до 1856 року, після чого колоніальна влада поставила їхню діяльність під свій контроль.
До середини XIX століття система відкупів себе пережила. Підприємці-хуацяо зосередилися на лихварстві й посередництві в зовнішній торгівлі, багато з них скуповували і обробляли продовольство з плантацій. Деякі китайці конкурували з яванцями у виробництві батику і з голландцями в плантаційному господарстві (завдяки фінансовим успіхам чимало великих плантацій перейшло в руки хуацяо), у містах китайці володіли більшістю високоприбуткових ломбардів, гральних будинків і опіумних кубел.
Після остаточного підкорення Індонезії та встановлення колоніального режиму все ширше як дешеву робочу силу на копальнях та плантаціях почали використовувати вихідців з Південного Китаю. Багато з них приїжджали на тимчасові заробітки і по закінченню контракту поверталися на батьківщину. Особливо швидко китайське населення почало зростати з середини XIX століття. Перша хвиля китайських іммігрантів прибула в період від 1860 до 1890 року, більшість з них осіли в торгових містах північної Яви.
Вербувальниками найчастіше були китайські торговці, які спиралися на вплив таємних товариств. Комерсанти і члени тріад спільно оббирали завербованих кулі, які потрапляли в тривалу боргову кабалу. На місцях китайські кулі опинялися в повній залежності від «капітанів Чайна», які жорстко придушували будь-яку непокору. Якщо станом на 1860 рік в Індонезії проживало 221 тис. китайців, то до кінця 1890-х років їх чисельність зросла до 537 тис. осіб. Попри формальну заборону на володіння хуацяо сільськогосподарськими землями, голландська влада почала збувати китайським підприємцям величезні маєтки («приватні землі»), на яких ті облаштовували великі плантації й нещадно експлуатували закабалене селянство і земляків-кулі. Під виглядом оренди багато впливових хуацяо фактично експропріювали у фермерів найкращі общинні землі.
Після того, як у третій чверті XIX століття Голландія остаточно відмовилася від державної монополії на експлуатацію природних ресурсів колонії й перейшла до системи вільного підприємництва, в Індонезії спостерігалося економічне зростання, зріс добробут населення і прискорилася урбанізація. У швидко зростаючих містах Яви та інших островів архіпелагу зародилася своєрідна культура, зокрема література «базарною» малайською мовою. Спочатку найактивнішу роль у розвитку цієї нової культури відігравали діти від змішаних шлюбів — китайські метиси (перанакан) і євразійці (індо). Невеликі приватні друкарні хуацяо стали активно друкувати переклади і перекази з китайської мови (зокрема романів «Сон у червоному теремі», «Роман трьох держав» та «Квіти у дзеркалі»).
Велику активність хуацяо виявляли і в прибутковій індустрії розваг, особливо в театральній галузі. В китайських кварталах Східної Яви були поширені театр рукавичних ляльок (розваги) і театр ваянг-тити, аналогічний до яванського театру шкіряних ляльок (п'єси за сюжетами китайських історичних романів грали на діалекті малайської мови). Від початку 1890-х років у містах Суматри і північної Яви набула популярності «малайська опера» (бангсаван), також відома як «камеді-стамбул» або просто «опера». Вистави, розраховані в основному на перанакан та індо, грали «базарною» малайською мовою. У 1895 році китайський антрепренер Ган Кім заснував у Суракарті комерційну труппу акторського театру ваянг-вонг «Срівідарі», яка виступала в критому приміщенні зі сценою і декораціями.

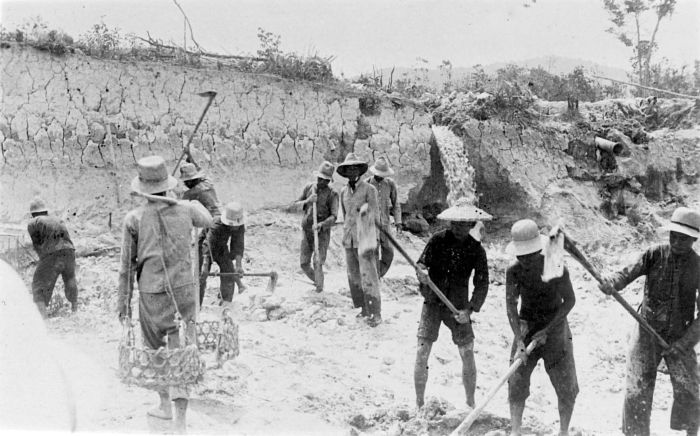
Китайські робітники на острові Банка

Друга хвиля китайської імміграції складалася з законтрактованих робітників, які прямували на каучукові плантації Суматри, олов'яні копальні Банки і Біллітона. На плантаціях Зовнішніх володінь становище китайських кулі було особливо важким, щодо них широко застосовували силові методи аж до показових страт. 1907 року в Індонезії на базі старих гільдій було створено Китайську торгову палату, члени якої підтримували один одного, обмінювалися комерційною інформацією, ділили сфери впливу, негласно залагоджували суперечки між конкурентами, а також захищали свої інтереси перед голландськими та англійськими компаніями і банками. У 1910 році уряд Китаю та голландська влада Індонезії підписали між собою угоду про подвійне громадянство для китайців, які проживали на архіпелазі.
Індонезійські підприємці (особливо на селі) були слабкими і не могли нарівні конкурувати з капіталами хуацяо, які фактично монополізували компрадорські функції. Це викликало ненависть з боку мусульманської більшості щодо всіх заможних китайців. 1911 року створено Союз мусульманських торговців, з якого в 1912 році виріс популярний серед населення «Сарекат Іслам». У його керівництві домінували представники яванського підприємницького прошарку, насамперед торговці батиком, які виступали проти засилля китайського і європейського капіталу (1912 року саме з подачі «Сарекат Іслам» в Суракарті та Сурабаї прокотилися погроми хуацяо).
Синьхайська революція в Китаї посилила політичне розмежування серед індонезійських китайців і призвела до прямих зіткнень між більшістю діаспори та її консервативною верхівкою, яка тісно співпрацювала з колоніальною владою. У лютому 1912 року масовий виступ китайців проти влади, яка заборонила святкувати проголошення республіки в Китаї, відбувся в Сурабаї. Частина китайських підприємців взяла курс на самоусунення від політичного життя колонії й навіть відмовилася від участі в роботі майбутнього парламенту (ці магнати пропонували об'єднатися в громаду навколо тоток і «китаїзувати» перанакан).
Навесні 1918 року відбулося перше засідання новоствореного Фольксраада (Народної ради), в якому були представлені члени китайської діаспори (один депутат представляв 8 тис. голландців, 250 тис. китайців і 4 млн мусульман). Станом на 1920 рік близько 60 % китайців належали до тоток, а решта 40 % — до перанакан (однак на Яві перанакан становили 70 % усіх китайців, тоді як у Зовнішніх володіннях — лише 10 %). Менш як третина всіх яванських хуацяо використовували китайські діалекти в повсякденному спілкуванні, тоді як малайською розмовляло понад половину китайців (більшість з тих, хто зберіг рідну мову належали до іммігрантів першого покоління). У 1920-х роках китайська імміграція на архіпелаг досягла свого піку, становлячи в окремі роки близько 40 тис. осіб, але в період Великої депресії вона різко впала (на початку 1930-х років в Індонезії налічувалося понад 1,2 млн етнічних китайців, загалом з 1912 по 1932 рік в Голландську Ост-Індію ввезено близько 225 тис. завербованих китайських робітників).

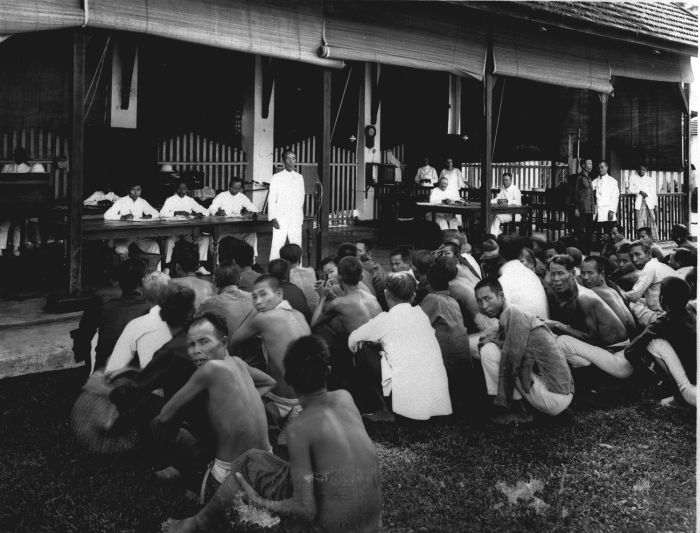
Китайські робітники в очікуванні контрактів. Медан

Народжені в колоніальній Індонезії китайці вважалися голландськими підданими зі всіма громадянськими правами. Всі китайські іммігранти юридично належали до групи так званих «східних іноземців», які мали великі порівняно з місцевим населенням права, а в торгівлі прирівнювалися до європейців. Китайці, які не мали місцевого підданства, але отримали статус резидента, мали розширені права (вони могли створювати асоціації, проводити збори, приймати петиції), проте їм не дозволялося вступати в політичні партії, служити в колоніальній армії й брати участь у виборах. Між двома світовими війнами хуацяо активно брали участь у посередницькій та експортній торгівлі плантаційними товарами (цукор, чай, кава, каучук, тютюн, перець, копра, хінна кора), а також оловом, деревиною і нафтою.
Засилля китайського капіталу особливо відчувалося в селах Яви, а це консервувало феодальні пережитки і гальмувало розвиток яванського капіталізму. Водночас у Зовнішніх володіннях позиції хуацяо були менш сильними, що дозволило сформуватися сільському та торговому підприємництву на західному узбережжі Суматри, в окремих районах Калімантану і Сулавесі.
У першій половині 1920-х років у Батавії та інших найбільших містах архіпелагу розпочався комерційний показ китайських, гонконзьких і американських кінофільмів. У другій половині 1920-х років індонезійське кіновиробництво, яке тільки зародилося, було монополізоване капіталом хуацяо (кінокомпанії братів Тан, братів Вонг і братів Зе). До кінця 1930-х років продюсерами, режисерами та операторами були виключно китайці та європейці (серед акторів також було чимало хуацяо з труп «малайської опери»).
1928 року створено політичну партію «Китайська асоціація», яка виступала за інтеграцію всіх хуацяо в політичне життя Голландської Ост-Індії. Основним носієм цієї ідеології стали підприємці з числа перанакан, які шукали співпраці і з тоток (обидві групи сходилися в тому, що китайці в культурному сенсі повинні залишатися відокремленими і противитися культурній асиміляції з корінним населенням). Соціальну основу «Китайської асоціації» становили політики, які засідали в фольксрааді й муніципальних радах, великі бізнесмени й освічені перанакан (всі вони між собою розмовляли голландською мовою).
«Китайська асоціація» виступала від імені всіх хуацяо і закликала боротися за права китайців в рамках існуючих колоніальних законів, хоча націоналісти з числа тоток не схвалювали наявності у етнічних китайців Індонезії голландського підданства (повноправними членами партії були тільки китайці, які народилися в Індонезії, решта мала лише дорадчий голос). Зусилля партії домогтися для китайців рівних прав на володіння землею з корінним населенням і юридичної рівності з голландцями не увінчалися успіхом. Навпаки, індонезійські націоналісти негативно зустріли створення «асоціації», вважаючи її лояльною колоніальній владі (особливо антикитайськими поглядами вирізнялися видатні лідери мусульманського руху Чокроаміното і Абдул Муйс).

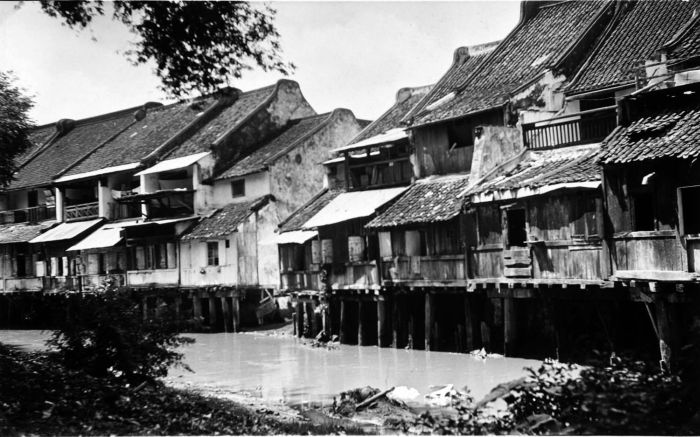
Китайський квартал Семаранга

У 1930—1935 роках Індонезія гостро відчувала світову економічну кризу: експорт товарів зменшився втричі, закрилася більшість цукрових заводів Яви і каучукових плантацій Суматри, багато з яких належали підприємцям-хуацяо. Голландські монополії, які застосовували новітню техніку і сучасніші методи експлуатації природних ресурсів, поступово відтісняли китайський капітал на другий план. Водночас торгово-лихварський капітал завдяки закабаленню сільської бідноти ще більше зміцнів. Багато китайських підприємств отримували від влади позики, що допомагало їм конкурувати з дешевими японськими товарами, які заполонили Індонезію в передвоєнні роки.
З настанням кризи переважна більшість китайських кулі покинули територію Індонезії. Якщо станом на 1930 рік на олов'яних рудниках, каучукових і цукрових плантаціях працювало 62 тис. китайських робітників, то в 1935 році їх залишилося лише 1,3 тис. осіб. Нарівні з масовим від'їздом хуацяо на батьківщину та в інші країни Південно-Східної Азії, багато китайців, які вирішили залишитися на Індонезійському архіпелазі, полишали роботу за наймом і влаштовувалися в роздрібну торгівлю або конторськими службовцями в приватні компанії.
1932 року в Сурабаї створено Індонезійську китайську партію (ІКП), що критично ставилася до «Китайської асоціації», яку вона вважала виразником інтересів багатих хуацяо. Нечисленна ІКП виступала проти статусу голландських підданих для китайців, але за збереження китайської культури і звичаїв, за тісну співпрацю тоток і перанакан з індонезійцями в різних галузях, однак вона не мала великого успіху на виборах (рупором партії була газета «Джава Тенгах Рев'ю»).
1936 року Індонезія фактично вийшла з економічної кризи, почалося зростання цін на експортні товари, що призвело до зростання виробництва каучуку, кави, перцю і копри. Станом на 1937 рік частка китайського капіталу в економіці Голландської Ост-Індії становила 10 % (150 млн доларів), тоді як європейського — 90 % (понад 1,4 млрд доларів). Це був найменший показник серед інших колоній і залежних територій Південно-Східної Азії (наприклад, частка капіталу хуацяо в Сіямі становила 50 %, в британському Стрейтс-Сетлментсі — понад 30 %, на американських Філіппінах — більш як 20 %, у Французькому Індокитаї — 17 %).
У 1939 році капіталовкладення хуацяо в економіку Індонезії становили 484 млн гульденів, з яких 350 млн припадало на торгівлю і банківську справу (переважно роздрібну торгівлю і лихварство), 100 млн — на обробну промисловість, 29 млн — на плантаційне господарство (в цей же період голландські інвестиції становили 3,86 млрд гульденів, інвестиції інших європейських комерсантів — 2,11 млрд, інвестиції місцевих індонезійських підприємців — 42 млн).

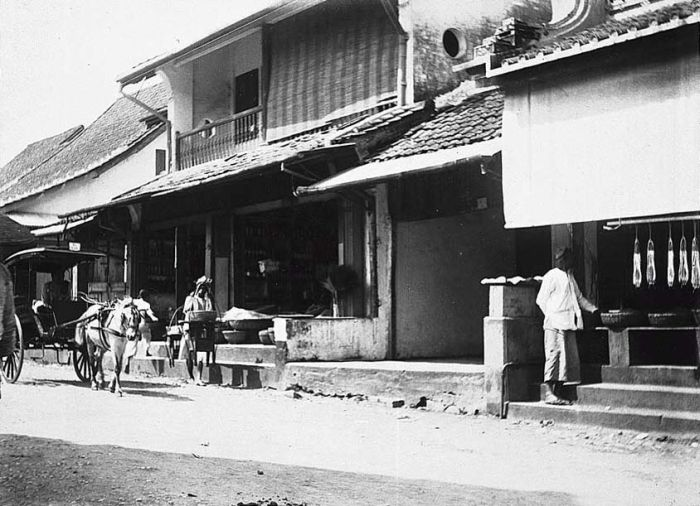
Китайський квартал Богора

На Яві з усього самодіяльного китайського населення 58 % було зайнято в торгівлі, у Зовнішніх володіннях — 23 %. Роздрібна торгівля була найважливішою сферою діяльності китайського капіталу. За нею йшло лихварство, де хуацяо, як і в торгівлі, займали провідні позиції. Китайські лихварі стягували середній по країні відсоток, але, на відміну від приватних банків і державних позичкових кас, не вимагали матеріального забезпечення позики, що приваблювало до них незаможних селян і ремісників.
Багаті китайці воліли селитися в європейських кварталах, які були у всіх великих містах країни (Джакарта, Богор, Сурабая, Бандунг, Семаранг, Маланг, Блітар, Пекалонган, Медан, Паданг, Сиболга, Мунток, Панкалпінанг, Макасар, Манадо і Купанг). У цих же містах, переважно вздовж річок, каналів або біля портів, розташовувалися небагаті китайські квартали, які за своїм виглядом нагадували тісну забудову міст Південного Китаю. Тут переважали будинки з пагодоподібними дахами, нерідко критими черепицею, розташовувалися буддійські або конфуціанські храми. Зазвичай на перших поверхах будинків розміщувалися крамниці, харчевні або майстерні, на других проживали господарі з сім'ями. Нерідко основна торгова вулиця або жвавий ринок чайнатауну були й головними торговельними центрами всього міста (особливо в провінційних містах Яви і Зовнішніх володінь). У багатьох китайських кварталах були общинні лікарні, сирітські притулки й богадільні для жебраків.

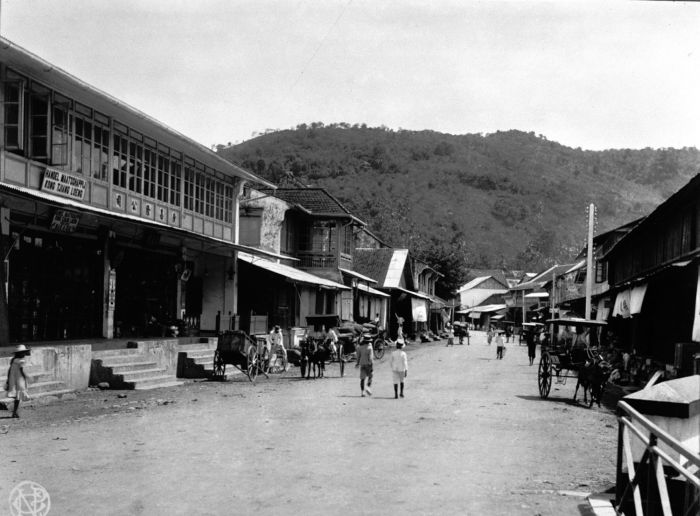
Китайський квартал Паданга

У першій половині XX століття склалася розмовна індонезійська мова, в основу якої ліг, зокрема, і батавський діалект малайської мови. Він, у свою чергу, утворився з просторічної («низької» або «базарної») малайської мови, яка була в широкому вжитку серед торговців усіх прибережних міст архіпелагу, і близького до неї малайсько-китайського діалекту, поширеного серед хуацяо (у свій час на ньому навіть видавалися газети і книги, але згодом він вийшов з ужитку).
Навесні 1942 року Індонезію захопили японські війська. Ізоляція країни від традиційних ринків збуту призвела до падіння доходів китайських підприємців, які спеціалізувалася на торгівлі експортними культурами. Японці розпустили всі політичні й громадські організації хуацяо, закрили китайські газети і заарештували багатьох лідерів громади. Незабаром окупаційна влада створила Федерацію китайських асоціацій, в яку об'єднала деякі групи тоток і перанакан.
У серпні 1945 року Сукарно і Хатта проголосили незалежність Індонезії. Японські війська виявилися деморалізованими і незабаром були роззброєні, а голландські і британські сили перебували далеко від архіпелагу (вони розпочали висадку в портах Яви лише наприкінці вересня 1945 року). Частина китайських підприємців, раніше тісно пов'язана з голландської адміністрацією, не підтримала Серпневу революцію, частина хуацяо виявилася на боці сепаратистів-феодалів Зовнішніх володінь. Відразу після оголошення незалежності при МВС Індонезії було створено бюро у справах китайців (перанакан та іноземців), яке виступало за асиміляцію хуацяо. Індонезійський уряд видав закон, згідно з яким усі китайці, які народилися в колишній Голландській Ост-Індії або прожили там не менш як п'ять років, автоматично ставали громадянами нової республіки (насправді багато китайців не відмовилися від громадянства Китаю).
У період збройної боротьби індонезійців проти голландців (1947—1949 роки) більшість китайських підприємців підтримувала колоніальні сили, а значна частина китайської громади зайняла вичікувальну позицію. 1948 року на базі Федерації китайських асоціацій, яка розкололася, було створено «Об'єднання китайців», перейменоване на початку 1950-х років у Демократичну партію китайців Індонезії (вона не мала великого впливу на основну масу хуацяо, а індонезійська влада з побоюванням ставилася до керівництва партії, більшість членів якої раніше тісно співпрацювала з голландцями).

### Період незалежності (друга половина XX століття)

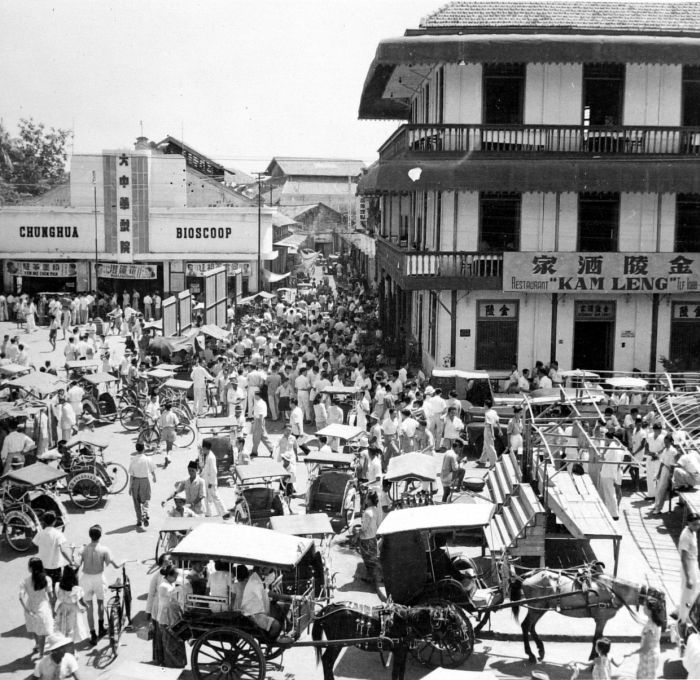
Район Глодок — чайнатаун Джакарти

Після оголошення незалежності китайська імміграція практично припинилася, а у 1950-х роках була офіційно заборонена. Навесні 1955 року влада Китайської Народної Республіки та Республіки Індонезія ліквідували положення про подвійне громадянство китайців, надавши їм право вільного вибору якогось одного громадянства (частина китайців після ліквідації подвійного громадянства виїхала з Індонезії в 1956—1961 роках). Протягом 1960—1961 років близько мільйона індонезійських китайців з подвійним громадянством зробили свій вибір, причому більшість — на користь Індонезії (65 % за офіційними індонезійським даними і від 70 до 90 % згідно з китайськими даними).
Внаслідок тривалих процесів асиміляції всі індонезійські китайці, незалежно від їх діалектної чи релігійної приналежності, стали підрозділятися на дві відокремлені групи: перанакан — змішані китайці або «напівкровки», і тоток (або сіньке) — «чистокровні» китайці. Цей соціокультурний поділ склався в середині XIX століття і з роками лише посилювався. Оскільки спочатку масова імміграція була переважно чоловічою, то китайці одружувалися з індонезійськими жінками, зберігаючи в побуті багато елементів китайської культури. Однак наступні покоління китайців, особливо при подальших шлюбах з місцевими жінками, втрачали і ці елементи, і китайську мову, навіть зовні їх ставало важко відрізнити від корінних індонезійців. Нерідко до перанакан відносили тих китайців, які народилися в Індонезії (більшість з них не знали китайської мови), а до тоток — уродженців Китаю. Лише на Західному Калімантані довгий час зберігалися ізольовані китайські села, по своїй організації ідентичні до сіл Південного Китаю (їх населення не знало індонезійського мови і спілкувалися між собою на одному з південнокитайських діалектів).
Поступово склалася ситуація, при якій перанакан відгородилися від тоток, які розмовляли в своїх сім'ях китайською мовою. Ці дві групи селилися окремо, ставши в підсумку і соціально відокремленими (вони воліли не спілкуватися між собою, багато в чому негативно відгукувалися одна про одну). При цьому і перанакан, і тоток продовжували вважати себе етнічними китайцями і становили єдину етнічну спільність (відповідно і голландська влада, і індонезійська відносили їх до китайців).
Перанакан, нащадки перших іммігрантів з Фуцзяню, які прибули на архіпелаг з грошима і які зайнялися торгівлею, вважали себе вищими за тоток, багато з яких починали з роботи батраками і робітниками на плантаціях. Хоча з часом серед тоток з'явилося чимало представників великого капіталу, а багато перанакан збідніли, останні продовжували зверхньо ставитися до родичів. У свою чергу тоток вважали перанакан «неповноцінними» китайцями через те, що ті втратили рідну мову і змішалися з місцевим населенням. Крім того, багато хто з тоток орієнтувався на Китай, негативно ставлячись до інтеграційних і асиміляційних ідей, популярних серед перанакан.

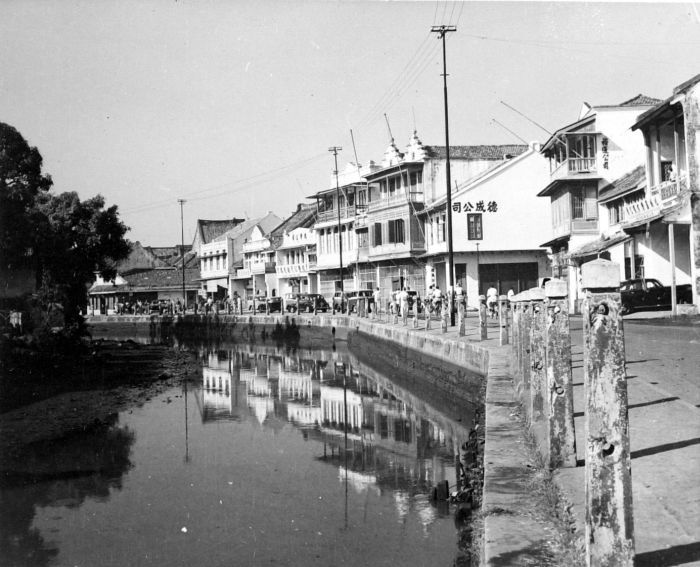
Канал в китайському кварталі Джакарти

Попри відмінності між групами, великий вплив у громаді продовжували мати земляцькі асоціації, зокрема «Асоціація хакка» («Кесугунхуей»), «Асоціація фуцзяньців» («Фуцзянь хуейгуань»), «Асоціація кантонців» («Гуанчжоу хуейгуань») та «Асоціація уродженців Хубею». Нерідко в таких асоціаціях були як перанакан, так і тоток (серед останніх земляцтва відігравали більшу роль). Серед фуцзянців було багато підприємців, які займалися зовнішньою торгівлею, морськими перевезеннями і банківською справою, серед гуандунців переважали ремісники і кустарі, зокрема ті, хто виготовляв ювелірні та металеві вироби. Більшість хакка працювали на фабриках, копальнях і на плантаціях, серед хайнанців було чимало вуличних перукарів і торговців, а також човнярів, кухарів і плантаційних робітників.
У середині 1950-х років влада надала великі пільги вітчизняним підприємцям. У грудні 1957 року представники індонезійських сухопутних сил взяли під свій контроль всі голландські підприємства, банки і плантації (кілька хвиль націоналізації тривали до 1960 року). У відповідь Нідерланди відкликали майже всіх своїх громадян (46 тис. осіб), а також судна своєї пароплавної компанії, яка забезпечувала 80 % міжострівних перевезень. Від'їзд ключових фахівців значною мірою дезорганізував економічне життя Індонезії. Військові адміністратори, призначені на колишні голландські підприємства з числа армійських офіцерів, дуже швидко перетворилися на впливову верству кабірів, які з допомогою корупції та зловживань у держсекторі сколотили величезні особисті статки.
Станом на 1957 рік соціальний склад китайської громади Індонезії виглядав так: дрібна буржуазія — 57 % (1931 рік — 61 %), бідні й найбідніші елементи — 29 % (1931 рік — 22,3 %), середня буржуазія — 12 % (1931 рік — 16 %) і велика буржуазія — 2 % (1931 рік — 0,7 %). Однак соціальна диференціація всередині громади була не дуже помітною зі сторони, оскільки зберігалися сильні кланові і земляцькі зв'язки між підприємцями та їхніми співробітниками. На китайських підприємствах зазвичай працювали вихідці з одного району Китаю або однофамільці, конфлікти вирішувалися всередині громади відповідно до звичаїв.
Китайські крамарі, торговці та лихварі були тими представниками хуацяо, з ким більшість індонезійців стикалися досить часто і кого вони традиційно звинувачували у зростанні цін, погіршення свого добробуту та зниження загального рівня життя. Цю неприязнь заохочували підприємці з корінних мешканців які бачили в китайцях своїх основних конкурентів. Тому для багатьох індонезійців «оранг чіна» стали символом експлуатації та утисків корінного населення. Нерідко антикитайські настрої використовувала і індонезійська влада, яка виставляла громаду хуацяо «цапом відбувайлом» з метою випустити нагромаджене політичне невдоволення населення в потрібному напрямку. Всі ці фактори періодично призводили до масових антикитайських виступів і навіть до погромів, які часто супроводжувалися людськими жертвами (наприклад, такі хвилювання спостерігались у 1956—1957 роках в Джакарті, а в 1959—1960 роках по всій Індонезії).
Від початку 1950-х років всередині і навколо китайських асоціацій, газет і шкіл, що перебували переважно в руках тоток, розгорнулася боротьба між пропекінськими і протайваньськими силами, що закінчилася перемогою перших. Під їхній контроль перейшла переважна більшість китайських громадських організацій, а всі школи і газети, які перебували під контролем прихильників Гоміньдану, в 1958 році були закриті владою. 1954 року створено громадську організацію БАПЕРКІ, яка фактично стала партією індонезійських китайців. Поступово в керівництві БАПЕРКІ стали домінувати ліві сили, які витіснили представників правоконсервативних і католицьких кіл, хоча аж до подій 1965 року організація продовжувала користуватися значною фінансовою підтримкою великого китайського бізнесу.

Наприкінці 1959 року міністр торгівлі, який представляв ортодоксальну мусульманську організацію «Нахдатул Улама», видав постанову, покликану покласти край засиллю китайських крамарів у селах і невеликих містечках, яких влада збиралися замінити торговцями з числа корінних індонезійців. В результаті цієї непідготовленою реформи, а також внаслідок спалаху антикитайських настроїв, близько 120 тис. торговців-китайців і членів їх сімей були змушені емігрувати. Від'їзд хуацяо призвів до значного відтоку капіталу та порушення системи розподілу товарів на місцях. Крім того, втеча китайців із сільської місцевості, де раніше їх присутність була досить помітною, призвела до швидкої урбанізації всієї громади хуацяо. Індонезійські підприємці не впоралися з заміщенням китайських торговців, які з плином часу відновили колишній порядок речей. Навесні 1963 року антикитайські виступи, спровоковані місцевою лівацькою студентською організацією, спалахнули в Бандунзі і околицях (президент Сукарно публічно засудив масштабні погроми хуацяо на Західній Яві).
У першій половині 1960-х років у китайській громаді Індонезії загострилася боротьба між прихильниками БАПЕРКІ та «асиміляціоністами», представленими невеликою групою великих бізнесменів-хуацяо, верхівкою інтелігенції та частиною правих католицьких кіл. «Асиміляціонисти» дотримувалися різко антикомуністичних поглядів і орієнтувалися на праве крило вищого офіцерства Індонезії, тоді як керівництво БАПЕРКІ тяжіло до Сукарно і лівих сил.
Корупція, роздутий державний апарат і військовий бюджет, а також часті заколоти в регіонах, боротьба за Західний Іріан і протистояння з Малайзією привели в першій половині 1960-х років економіку Індонезії до повної розрухи. Влада передавала збиткові держпідприємства приватним фірмам і водночас брала під свій контроль англійські, бельгійські та американські підприємства. Після кампанії масового терору 1965—1966 років, спрямованої проти індонезійських комуністів та інших лівих організацій країни, і встановлення «нового порядку» (1967 рік) китайські підприємці значно розширили і зміцнили своє становище в економіці Індонезії. Попри матеріальні втрати під час погромів, що обчислювалися мільярдами рупій, впливові підприємці та банкіри з числа хуацяо швидко знайшли підхід до корумпованих кабірів і армійської верхівки, які групувалися навколо генерала Сухарто.
Водночас після вересневих подій 1965 року спостерігався істотний відтік китайців з країни. На Яві, Балі та Північній Суматрі винищення комуністів супроводжувалося вбивствами хуацяо, запідозрених у симпатіях до компартії та Китаю, а також пограбуваннями їхніх магазинів (багато заможних китайців змогли відкупитися від погромників, що складалися з молодіжних кримінальних елементів). На Західному Калімантані на тлі політичних репресій почалася масова депортація китайських селян, що супроводжувався вбивствами і розбоями. У 1966 році в Ачеху погроми хуацяо, влаштовані мусульманськими радикалами, набули расового характеру. Армійська влада заборонила діяльність китайських земляцтв, кланових асоціацій, таємних товариств, торгових палат та газет, у всіх чайнатаунах зникли вивіски китайською мовою.
До 1965 року в країні існувало 667 приватних шкіл, в яких навчалося понад 272 тис. дітей китайського походження. Після вересневих подій 1965 року всі китайські школи було закрито, після чого багато дітей взагалі не мали можливості навчатися (в інших школах місця для них не були зарезервовані, багато школярів погано знали індонезійську мову). На початку жовтня 1965 року за підтримки військових в Джакарті пройшла демонстрація, в ході якої спалили університет «Республіка», раніше заснований наймасовішою організацією індонезійських китайців БАПЕРКІ («Бадан Пермушьяваратан Кеварганегараан Індонесіа» або Консультативний комітет з питань індонезійського громадянства). До цих подій військові і місцеві праві, які підтримували асиміляцію хуацяо, прагнули дискредитувати БАПЕРКІ, а ліві стали на бік націоналістів-тоток, які виступали проти асиміляції і за збереження своєї етнічної спільності.
1967 року нова влада повернула власникам частину раніше націоналізованих підприємств і надала іноземним інвесторам суттєві пільги (голландське майно не потрапило під реприватизацію, деякі колишні власники отримали компенсації). У жовтні 1967 року Індонезія заморозила дипломатичні відносини з КНР. Масовий приплив у країну японських і американських інвестицій призвів до подальшого розорення «старих» місцевих бізнесів, але водночас цим скористалися хуацяо, які традиційно мали сильні позиції в компрадорській діяльності, а також пов'язані з ними військові кабіри і держчиновники.
Після закінчення гострої фази антикитайських погромів (1965—1966 роки) різні стихійні прояви насильства проти індонезійських хуацяо тривали аж до 1968 року. Найбільш суворим переслідуванням піддалися прихильники компартії і Сукарно, а також китайці, які не мали індонезійського громадянства, проте нерідко під погроми потрапляли і лояльні до нової влади хуацяо. З урахуванням тисяч китайців, насильно репатрійованих в КНР, загалом Індонезію покинуло близько 200 тис. місцевих хуацяо.
Усвідомивши, чим загрожує Індонезії, яка перебувала в економічній кризі, масова втеча китайського капіталу, Сухарто та інші керівники «нового порядку» вже 1966 року спробували взяти під контроль розбурхану стихію антикитайських погромів. У 1967 році бізнесмени-хуацяо отримали офіційні гарантії безпеки своєї діяльності. Уряд Сухарто почав політику широкого залучення китайського капіталу до реалізації своїх економічних програм. Крім того, через банк Windu Kentjana, заснований 1967 року, та інші комерційні структури Сухарто і його найближчі родичі налагодили тісні зв'язки з бізнес-групою Судоно Саліма.

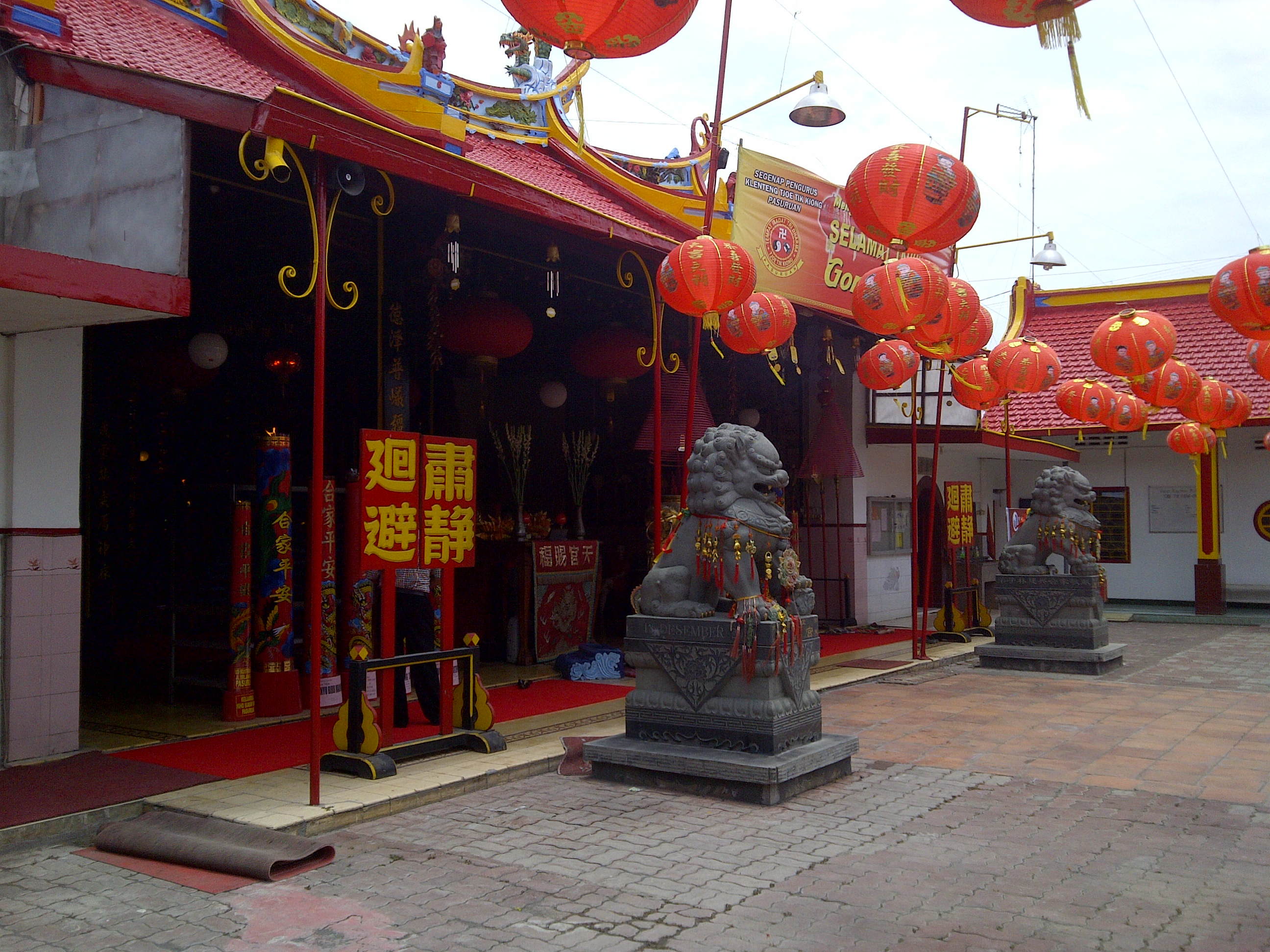
Китайський храм в Пасуруані

Жорстким асиміляторським курсом військової влади скористалися католики і частково протестанти, які залучили у свої ряди багатьох яванських китайців, зокрема комерсантів (швидке зростання католицької громади наприкінці 1960 — на початку 1970-х років було викликане переходом у католицьку віру значної частини індонезійських китайців). Невдовзі багаті хуацяо увійшли в керівні органи Католицької партії Індонезії і через неї пройшли в Народний консультативний конгрес. У відповідь члени організації «Нахдатул Улама», яка вже тоді розрослась, висловлювали бурхливе невдоволення непропорційно високою питомою вагою християн у керівній еліті й бізнес-спільноті, але військові жорстко припиняли антихристиянські виступи.
У 1969 році Сухарто дозволив відкрити кілька змішаних шкіл, в яких разом з індонезійцями могли вчитися і китайці (останні не повинні були перевищувати 40 % від загальної кількості учнів). Якщо на початку 1971 року працювало лише вісім таких шкіл, то до кінця 1973 року лише на Суматрі їх налічувалося 35. У березні 1974 року всі змішані школи на Суматрі перетворено на звичайні індонезійські. Після цього, за винятком приватних комерційних курсів, навчальні заклади з викладанням китайською мовою фактично були заборонені. Більша частина дітей хуацяо навчалася в індонезійських школах, невелика частина проходила домашнє навчання, а діти багатих батьків вирушали вчитися за кордон (переважно в Сінгапур і Гонконг, а також на Тайвань і в США).
З встановленням «нового порядку» територіальний розподіл хуацяо не зазнав істотних змін. Більш як третина індонезійських китайців проживали на Яві (Джакарта, Богор, Бандунг, Чиребон, Семаранг, Рембанг, Сурабая, Маланг), а також на сусідніх островах Балі (Сингараджа, Денпасар) і Мадура (Бангкалан). Інші хуацяо проживали на Суматрі (Медан, Палембанг, Паданг), островах Бінтан (Танджунгпінанг), Батам, Банка (Панкалпінанг) і Біллітон (Танджунгпандан), Калімантані (Банджармасін, Самарінда, Балікпапан, Синкаванг), Сулавесі (Манадо, Макасар). Невеликі громади китайців були на островах Обі, Буру, Амбон, Серам, Ару, Флорес і Тимор.
Станом на кінець 1960-х років в Джакарті індонезійському мовою вдома спілкувався 81 % всіх хуацяо, які проживали там, в Бандунзі — 70 %, в Джок'якарті — 67 %, у Сурабаї — 66 %. В Паданзі та інших містах Суматри більшість китайців також розмовляло індонезійською або місцевими мовами, однак на Західному Калімантані і острові Банка хуацяо здебільшого зберегли свої діалекти. Крім того, на островах Ріау і Біллітон також були поселення хуацяо, які в побуті говорили переважно по-китайськи.
Якщо до середини 1965 року близько 1460 тис. хуацяо, тобто майже половина всіх китайців, які проживали в країні, взяли індонезійське громадянство і в зв'язку з цим отримали деякі переваги в сфері економічної діяльності порівняно з хуацяо без громадянства, то після вересневих подій 1965 року правовий статус китайців залишався заплутаним. 1969 року уряд Сухарто анулював договір про подвійне громадянство і довгий час не вживав жодних заходів щодо вирішення проблеми.
Станом на 1969 рік 67,3 % капіталів хуацяо були зосереджені у сфері послуг, а 32,7 % — в обробній промисловості та будівництві (для порівняння, у 1930 році 67,1 % капіталів були вкладені у сферу послуг, 30,5 % — в сільське господарство і видобуток сировини, 2,4 % — у промислове виробництво). Таким чином, за майже чотири десятиліття хуацяо перемістили свої капітали з сільського господарства в промисловість, а всередині третинного сектора економіки — з торгівлі у фінансову сферу. Зі старих традиційних галузей присутність хуацяо була помітною лише в каучукових і цукрових плантаціях, заготівлі лісу, виробництві каучуку і видобутку олова.
Попри відносну стабілізацію економічного становища до початку 1970-х років, а також активне проведення владою політики примусової асиміляції місцевих хуацяо, в Індонезії не спостерігалося істотного ослаблення антикитайських настроїв серед міських і сільських низів, а також мусульманського студентства. Вже 1971 року в країні стався великий спалах антикитайських виступів, перший після масових антикитайських погромів 1965—1967 років.

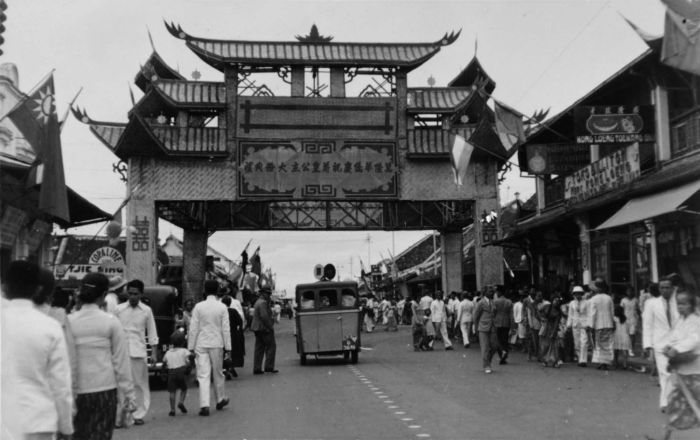
Китайський квартал Бандунга

У серпні 1973 року в Бандунзі спалахнули нові масові антикитайські виступи. На вулиці вийшло не менш як 300 тис. осіб, було розгромлено магазини і крамниці, що належали місцевим хуацяо, безліч людей дістали поранення. Армійські підрозділи придушили заворушення, але в країні розгорнувся молодіжний протестний рух, головну роль в якому відігравало мусульманське студентство, яке виступала проти засилля генералів в житті країни, розгулу корупції і зростаючої ролі японських корпорацій.
У січні 1974 року десятки тисяч учнів вийшли на вулиці Джакарти з протестом проти візиту в Індонезію японського прем'єр-міністра Какуея Танаки (невдовзі до студентських заворушень долучилася міська біднота, загальна чисельність протестувальників сягала 500 тис. осіб). В ході заворушень почалися підпали і погроми японських і китайських магазинів і підприємств. Війська розігнали погромників, загалом у зіткненнях 11 осіб загинуло, близько 140 отримали поранення, понад 800 було заарештовано. Крім того, до візиту Танаки було приурочено обшук офісу компанії Toyota Astra Motor, яка належала місцевим хуацяо і японському капіталові.
На хвилі антикитайських виступів влада закрила багато студентських видань, студентам заборонили займатися політичною діяльністю, розширили кредитування вітчизняного підприємництва. Попри невдоволення мас, військові кабіри продовжували скуповувати великі земельні масиви в сільській місцевості для створення плантацій або подальшої здачі в оренду китайським компаніям. Все частіше лунали звинувачення на адресу президента Сухарто, його родичів та найближчого оточення, які отримували комісійні за різні контракти і преференції від концернів хуацяо та іноземних компаній. 1976 року влада оголосила про введення в дію програми «перевиховання» хуацяо, спрямованої, в першу чергу, на керівну верхівку громади, а також на масову ісламізацію перанакан (з метою інтеграції китайців у індонезійське суспільство у всіх чайнатаунах було організовано пропагандистські «центри зміцнення єдності нації»).
До кінця 1976 року в Індонезії проживало понад 4 млн етнічних китайців, зокрема 915 тис. тих, які зберегли громадянство КНР. У цей період переважну частину китайського населення Індонезії становили вихідці з Фуцзяню і Ґуандуну. Вони поділялися на чотири основні етно-лінгвістичні групи: хакка, які розмовляли на однойменному діалекті, фуцзяньці, що розмовляли на південноміньському діалекті, вихідці з району Чаочжоу, які розмовляли чаошаньською говіркою, і гуандунці, які розмовляли на кантонському діалекті. Всі поширені в Індонезії китайські діалекти зазнали великого впливу (особливо в лексиці) місцевих мов. Засобом спілкування між китайцями з різних груп слугувала індонезійська мова. Капітал індонезійських китайців, без урахування особистої власності і вартості житлової нерухомості, становив 3,6 млрд доларів. У країні налічувалося 5 торгово-промислових організацій хуацяо (з 15 різних організацій всередині китайської громади в цілому).
Становлячи незначну частину населення Індонезії (близько 3 %), хуацяо були дуже впливовою верствою суспільства. Вони контролювали значну частину роздрібної й оптової торгівлі (попри всі спроби витіснити етнічних китайців із цих сфер діяльності, на їх частку припадало до 50 % всіх торгових операцій), 60 % обігових грошей, володіли більшою частиною текстильних фабрик та цегельних заводів, а також багатьма ресторанами, клубами, готелями, кінотеатрами і компаніями міського громадського транспорту (аж до асоціацій приватних таксистів і велорикш). У руках китайських підприємців перебувало 70 % морського транспорту країни (особливо каботажних суден) і всі рибоконсервні підприємства, їм належали 36 із 48 відділень приватних банків Джакарти.
У сільській місцевості, особливо на Яві, Суматрі і в прибережних районах Калімантану, китайці займалися лихварством і посередницькою торгівлею рисом, пальмовою олією, каучуком, копрою, кавою, чаєм, какао-бобами, цукром, тютюном, бавовною, хінною корою, гвоздикою, перцем, морепродуктами, овочами і тропічними фруктами. Хуацяо оптом скуповували урожай у дрібних селянських господарств або середніх плантацій, складали його або частково переробляли, збуваючи потім в роздріб в містах або продаючи великим торговим домам, які займалися експортом продукції. Через магазини китайців селяни купували добрива, мило, тканини та інші споживчі товари. Від колоніальних часів монопольне становище в експлуатації яванського селянства зайняли хуацяо (однак у 1960 — 1970-х роках, використовуючи підтримку держави, в деяких районах Суматри і Західної Яви китайських підприємців частково потіснили представники корінних національностей).
Крім численних ломбардів і контор лихварів, які були майже в кожному селі, китайцям належали тисячі дрібних «сільських», «рисових» і «ринкових» банків, які надавали кредити в грошовій і натуральній формі. Також серед хуацяо було чимало власників приватних шкіл і коледжів, приватних клінік, поліклінік і аптек, адвокатських і нотаріальних контор (особливо в містах Яви). Наприкінці 1970-х років у приватному капіталі Індонезії абсолютно переважав капітал «нон-прібумі», або осіб китайського походження. Частка індонезійського капіталу («прібумі») становила близько 35 %. Особливістю китайської ділової общини було те, що, на відміну від усієї діаспори, в ній не протиставлялися комерційні інтереси перанакан і тоток (хоча китайські іммігранти першого покоління, звичайно ж, не допускалися до керівництва бізнес-спільнотою хуацяо Індонезії, вони, втім, активно брали участь у загальному суперництві китайців з місцевими мешканцями).
Китайські ділові кола були достатньо автономними від влади Індонезії, чому багато в чому сприяла налагоджена система ділової інформації в рамках громади. Ця система дозволяла швидко орієнтуватися на місцевому ринку і передбачати попит на товари і послуги. Ділова інформація надходила від усіх ланок консолідованої громади, починаючи від дрібних торговців та власників харчевень, потім її обробляли на рівні ділових асоціацій, ділової преси і фінансово-промислових корпорацій, після чого аналізували і зберігали в торговій палаті. Цінні відомості, які визначають можливості ділової активності, були доступні для всіх ланок ділових кіл хуацяо, що давало їм значні переваги перед конкурентами, як національними, так і іноземними.

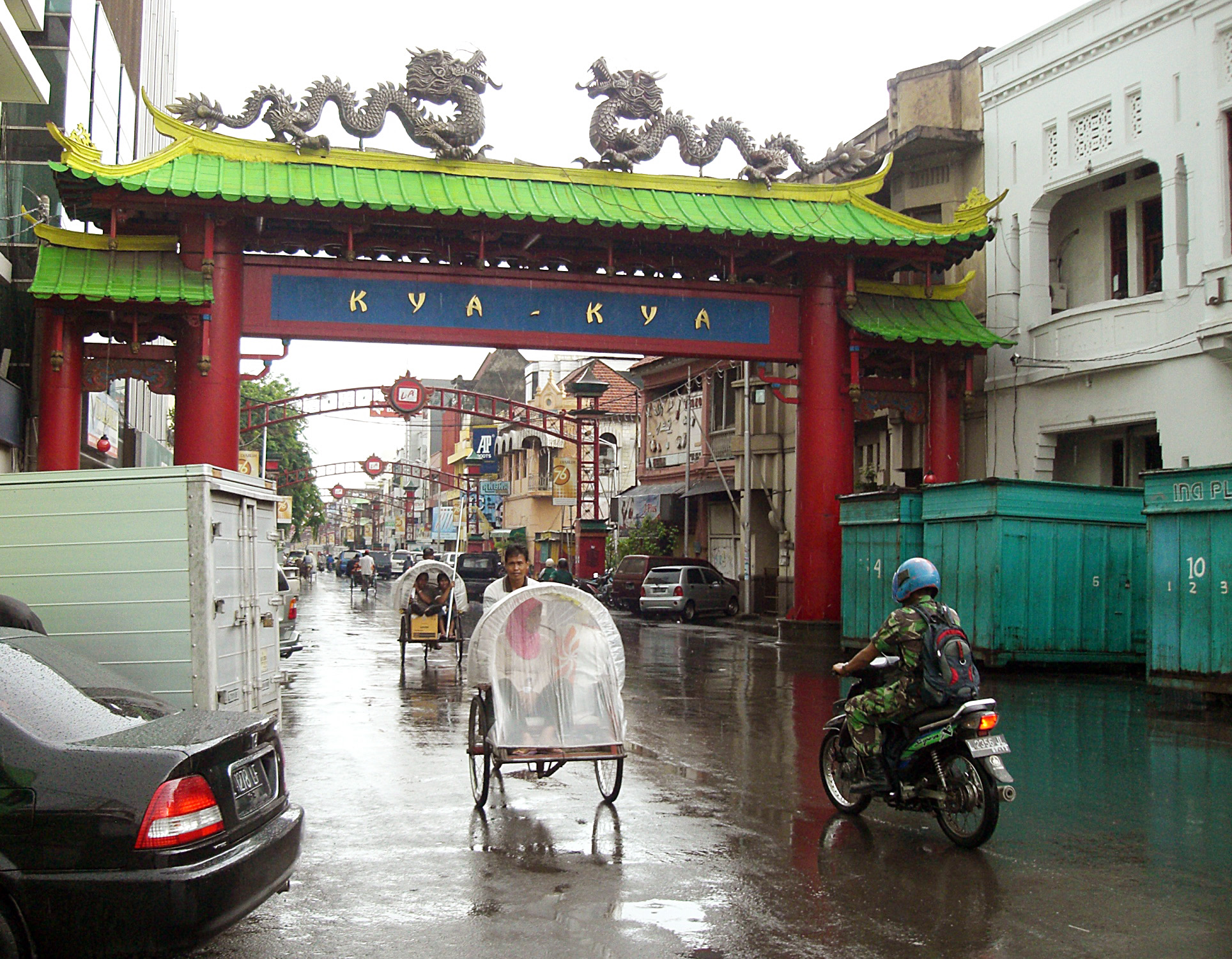
Чайнатаун Сурабаї

Протягом 1970-х років відбувалися: зростання частки корпоративного капіталу, згуртовування китайськиз підприємств, злиття дрібних і середніх капіталів хуацяо. На зміну картелям у китайській діловій общині прийшли багатопрофільні трести, синдикати і концерни, які об'єднували торгові, транспортні, фінансові і промислові підприємства. В рамках новостворених фінансово-промислових груп китайська община продовжувала фінансово, організаційно і юридично протегувати дрібному і середньому китайському бізнесу, зберігаючи стійкість бізнес-спільноти хуацяо Індонезії.
Характерними особливостями китайської ділової общини цього періоду були: фінансова взаємодопомога, нерозголошення стороннім ділової інформації, прихильність до внутрішньої ділової етики, обмеження конкуренції між членами громади, вирішення суперечок і конфліктів за допомогою особистої унії або власних общинних структур (земляцтв, асоціацій, бізнес-груп, торгової палати), застосування громадських санкцій до порушників неписаних правил.
Завдяки тісним неформальним зв'язкам між урядовими чиновниками та великою заможними хуацяо остання отримувала (нерідко за відповідну винагороду) основну частину пільгових державних кредитів. Водночас під тиском регіональної влади і корінних підприємців, а також через конкуренцію з сучасними банками помітно скоротився лихварський бізнес хуацяо. У 1970-х роках найбільшими банками, які перебували під контролем хуацяо, були Mualin Bank, P. T. Credit Bank, Bank Angkasa Putra, Bank Central Asia і Bank Harapan Santosa. Головними фінансово-промисловими групами Індонезії були Astra Вільяма Сур'яджайя, Salim Group / Bank Central Asia Лім Сяо Ляна (або Судоно Саліма) і Bank Harapan Santosa Хендри Рахарджі (дві останні групи були засновані вихідцями з міста Фуцін провінції Фуцзянь). Найбільша група Astra з обігом понад 1 млрд доларів на рік мала інтереси в фінансовому секторі, промисловості і сільському господарстві. Навколо Salim Group, яку очолювала найбагатша людина Індонезії, групувалися борошномельні, цементні, автомобілебудівні і нафтовидобувні підприємства (ця група мала найтісніші зв'язки з керівною верхівкою, особливо з кланом Сухарто).
Китайські фірми виступали посередниками і провідниками на індонезійська ринок інвестицій і товарів з Японії, США, Німеччини і Голландії, а також з Гонконгу, Сінгапуру, Малайзії, Філіппін і Тайваню (у всіх п'яти останніх країнах і територіях серед інвесторів переважали компанії місцевих хуацяо). Свої інтереси в Індонезії мали такі банки, власниками яких були хуацяо: Oversea-Chinese Banking Corporation, Lee Wah Bank і Overseas Union Bank (Сінгапур), Bangkok Bank, Bank of Ayudhya і Bank of Asia (Таїланд), Hong Leong Bank (Малайзія), China Banking Corporation і Philippine Bank of Communications (Філіппіни), гонконзький The Hongkong and Shanghai Banking Corporation. Також на ринку Індонезії були присутніми брати Куок (торгівля цукром) і група Чан Мін Тяня (харчова і деревообробна промисловість) з Малайзії, сім'я Дараканда (текстильний конгломерат Saha-Union Group) з Таїланду, сім'ї Сісіп і Паланка (видобуток різної сировини, харчова та лісова промисловість) з Філіппін, гонконзький судноплавний магнат Пао (засновник найбільшої транспортної компанії Далекого Сходу World-Wide Shipping Group).
Багато китайських бізнес-груп Індонезії підтримували тісні зв'язки з хуацяо Південно-Східної Азії, Гонконгу і Тайваню. Наприклад, через таїландця Чіна Сопхонпаніта, засновника Bangkok Bank і страхової компанії Bangkok Insurance, Судоно Салім мав ділові стосунки з малайзійсько-гонконгським магнатом Робертом Куоком (засновник цукрової корпорації Malayan Sugar Manufacturing та готельної мережі Shangri-La Hotels and Resorts), сінгапурським бізнесменом Робіном Ло (засновник суднобудівних верфей Robin Shipyard у Сінгапурі і власник нерухомості в австралійському Голд-Кості), бізнесменом Френком Тао, які мали комерційні інтереси в Гонконгу та Сінгапурі. Співвласниками розміщеної в Гонконзі International Consolidated Investment Company були бізнесмени-китайці Он Цзю Цзе (Індонезія), Чан Мін Тянь (Малайзія — Сінгапур), Джонні Чен (Філіппіни), Чань Кок Сен (Малайзія), Джонні Ма (Таїланд) і Пан Куок Чань (Гонконг).
Основними газетами китайської громади Індонезії були «Компас», що виходила від 1965 року індонезійською мовою (наближена до Католицької партії), «Сінара Харапан», що видавалася від 1961 року індонезійською мовою (наближена до Християнської партії), і «Харіан Индонесіа», яку видавала влада від 1966 року китайською мовою.
До 1979 року в країні були чотири основні категорії хуацяо: громадяни Індонезії (понад 2 млн чоловік), громадяни Китаю (понад 1 млн.), громадяни Тайваню та особи без громадянства (близько 70 тис.). У середині 1979 року розроблено новий план масової натуралізації індонезійських хуацяо, але проти нього активно виступили праві мусульманські організації, які не бажали того, щоб китайці отримували індонезійське громадянство і тим самим посилювали своє панування в економіці країни.

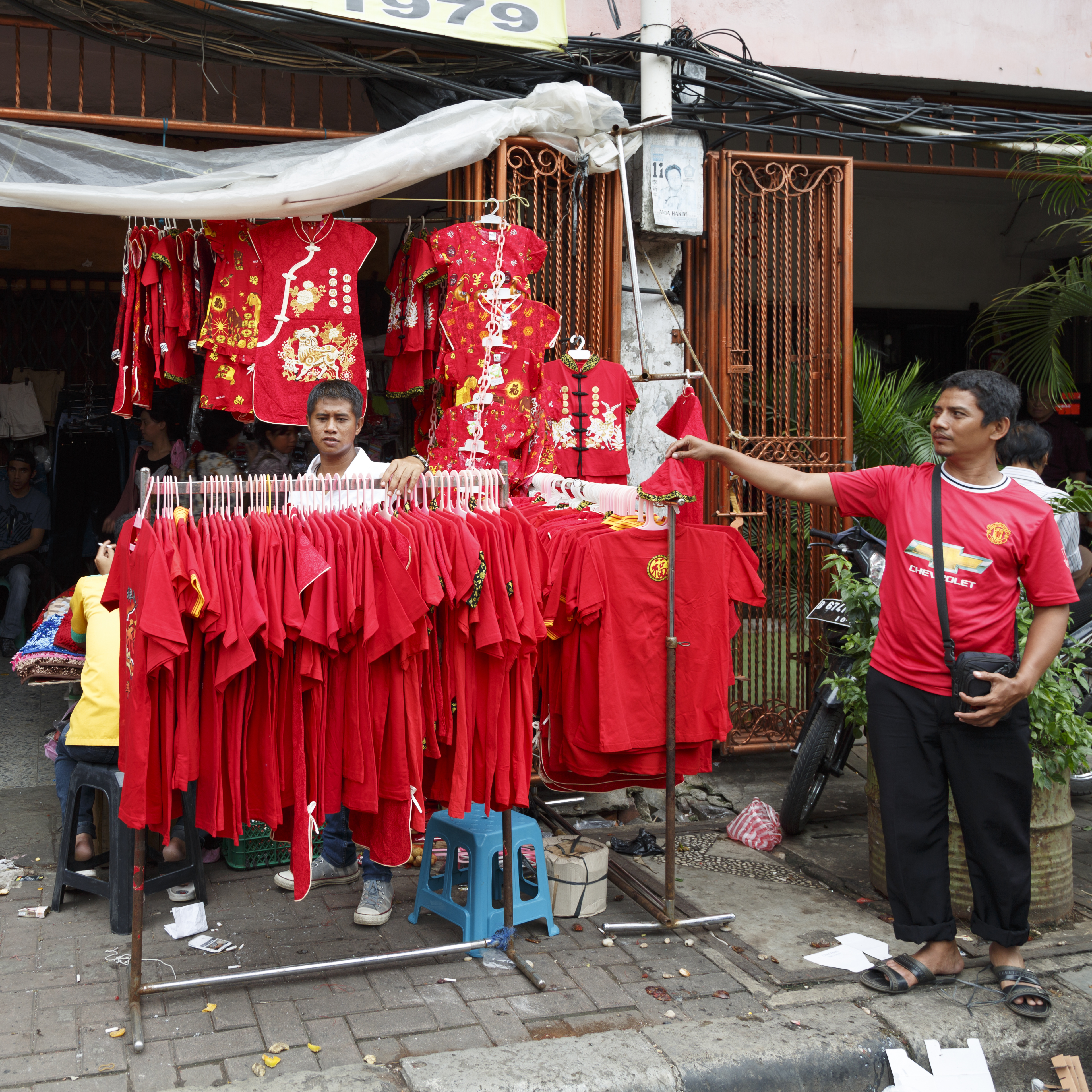
Китайський квартал Джакарти

1979 року влада Індонезії провела перепис всіх осіб китайського походження. В лютому 1980 року підписано декрет, згідно з яким індонезійське громадянство могли отримати етнічні китайці, які прожили в країні останні років п'ять чи десять років з перервами. У квітні, а потім у листопаді — грудні 1980 року в Південному Сулавесі, Центральній і Східній Яві, а також у деяких містах Суматри спалахували масові антикитайські виступи, що супроводжувалися погромами магазинів і людськими жертвами. 1981 року антикитайські виступи відбулись на Північній Суматрі, в 1982 році — у деяких районах Джакарти. До липня 1981 року понад 800 тис. хуацяо оформили громадянство Індонезії, а від 500 до 600 тис. місцевих китайців залишилися без громадянства. У першій половині 1980-х років в Індонезії проживало близько 4,5 млн хуацяо або 3 % населення країни (у першій половині 1950-х років — близько 3 млн або 4 %).
1981 року створено «Організацію ісламського заклику», яка пропагувала серед перанакан іслам і змішані шлюби. У деяких районах Індонезії за ініціативою місцевої влади серед хуацяо стали проводитися примусові «тижні індонезійської мови», метою яких було переконати китайців, які досі зберігали прихильність до своїх діалектів, відмовитися від рідної мови. Однак загалом державна «програма асиміляції» не мала значного успіху серед індонезійських хуацяо. Згідно з різними оцінками, на початок 1980-х років хуацяо контролювали 44 банки, їм належало від 60 до 80 % приватних підприємств, які відігравали ключову роль в економіці Індонезії (особливо в галузях зовнішньої і внутрішньої торгівлі, складського господарства та іншої інфраструктури, виробництва цементу та сигарет, житлового будівництва і каботажних перевезень).
Тоді ж в економіці Індонезії значно зміцніли позиції державного капіталу, на частку якого припадало до 60 % валових внутрішніх вкладень в Основний капітал (без урахування іноземних інвестицій), тоді як на частку капіталу хуацяо — близько 28 %, а на частку корінного приватного капіталу — трохи більш як 11 %. На початку 1980-х років у секторі спільних підприємств Індонезії за питомою вагою капітал хуацяо брав участь майже на рівних з державним капіталом і капіталом корінних індонезійців (в обсязі іноземного капіталу, який займав у цьому секторі основні позиції, досить значними були частки інвестицій з Гонконгу і підприємців-хуацяо з Сінгапуру та інших країн АСЕАН). Компанії з Японії, Гонконгу, Тайваню і країн АСЕАН воліли створювати спільні підприємства з індонезійськими хуацяо, а компанії зі США і Західної Європи — переважно з корінними мешканцями. Найбільшим спільним підприємством між хуацяо (група Astra Вільяма Сур'яджая) та японським капіталом (Toyota) була заснована 1971 року компанія Toyota Astra Motor.
В Індонезії продовжували розпалюватися антикитайські настрої. У відповідь індонезійська влада була змушена приймати кредитні програми для надання допомоги підприємцям корінного походження. Крім того, в 1979 і 1980 роках президент видав укази, згідно з якими корінні індонезійці отримувала виняткові права і привілеї на придбання та розподіл товарів. Однією з «брудних», але досить поширених форм конкурентної боротьби був розголос неформальних зв'язків визначних політиків або державних чиновників з магнатами-хуацяо, що нерідко опорочувало або зовсім руйнувало кар'єру «патрона» певної китайської бізнес-групи.
Представники корінні індонезійці не лише намагалися обмежити діяльність хуацяо у зовнішній торгівлі, але й виступали проти натуралізації владою місцевих китайців (особливо тоток). Уряд рекомендував китайським бізнесменам створювати підприємства спільно з корінними індонезійцями і навіть передавати їй частину своїх акцій. У відповідь на введення квот і видачу ліцензій у певних галузях господарства тільки індонезійцям хуацяо почали реєструвати фірми на підставних людей і скуповувати ліцензії у місцевих комерсантів корінного походження. У реальності, попри тиск з боку індонезійців і мусульманських кіл, влада негласно заохочувала ділову активність хуацяо, розширювала співпрацю з ними і підтримувала партнерство хуацяо з іноземним капіталом. 1983 року Сухарто закликав індонезійських бізнесменів «менше критикувати китайців і більше вчитися в них ділової кмітливості».
Попри натуралізацію і асиміляцію, китайцям не дозволялося обіймати високі посади в державному апараті або збройних силах, для них існували квоти при прийомі в державні вищі навчальні заклади (не більш як 7 % від усіх студентів), у їхні паспорти ставили особливий знак відмінності (багато хуацяо зовні не відрізнялися від навколишнього населення, мали індонезійські імена і по іншому ідентифікувати їх як «окрему категорію громадян» не було змоги). У 1984 році, з метою усунути найбільш відкритий прояв державної політики етнічної дискримінації індонезійських китайців, указом президента з офіційного вжитку вилучено термін «нон-прібумі» («некорінний»), яким від 1971 року позначали всіх хуацяо, незалежно від їхнього громадянства.
Зазвичай бізнесмени-хуацяо намагалися дистанціюватися від політики, щоб уникнути додаткового невдоволення індонезійських низів і мусульманських радикалів або звинувачень у симпатіях до комуністичного Китаю. Проте, володіючи значною економічною силою і суттєвими багатствами, а також тісними зв'язками з режимом Сухарто, хуацяо все ж могли приховано впливати на політичну сферу Індонезії (влада Пекіна іноді намагалися впливати через лояльних китайських магнатів на індонезійський політикум, особливо в рамках протистояння з Тайванем або лобіювання своїх інтересів на міжнародній арені).

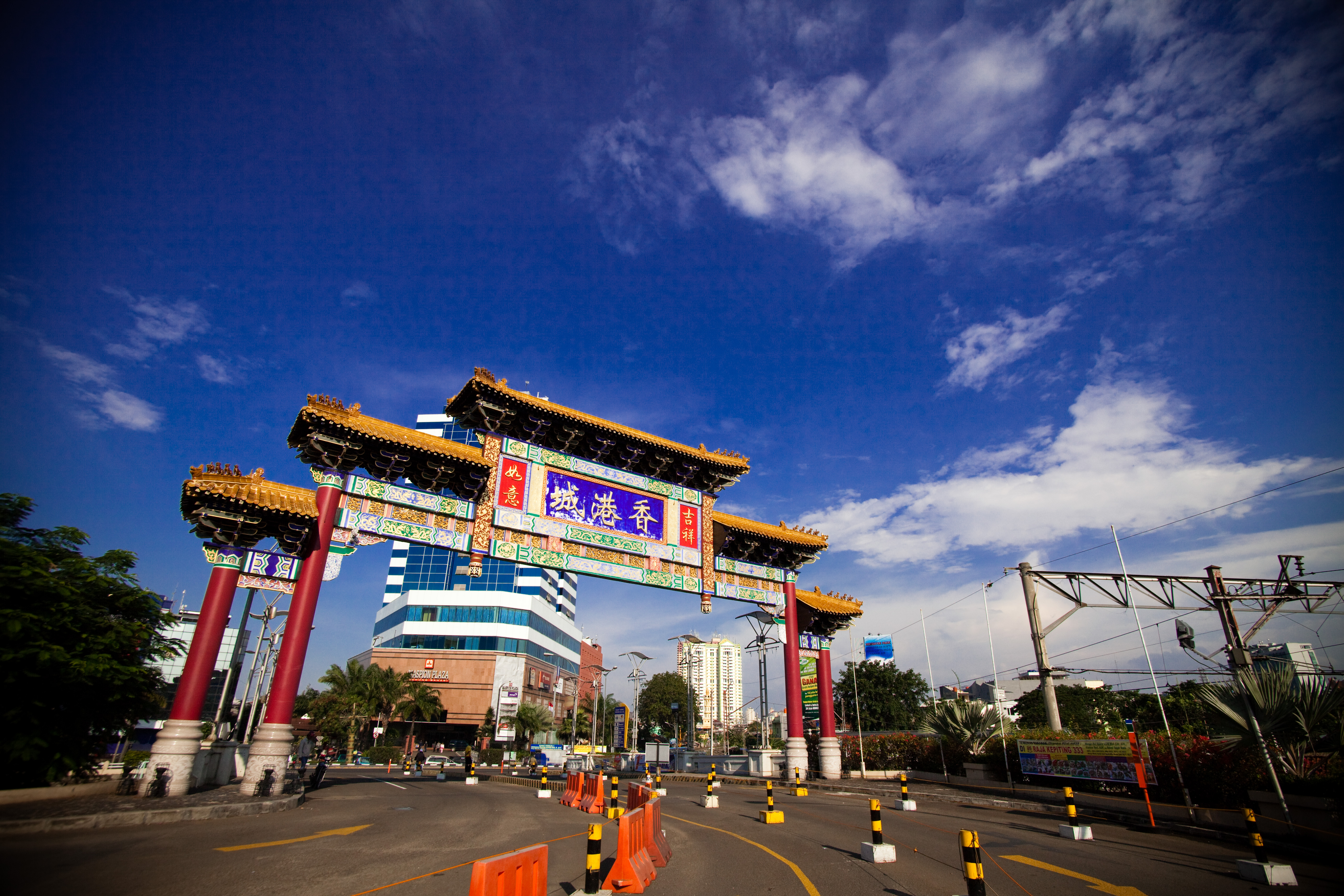
Пайлоу чайнатауна Джакарти

Місцеві китайські бізнесмени, які співпрацювали з урядовою та військовою верхівкою Індонезії, були відомі як «чуконги». Вони не мали реальної політичної влади, але отримували від влади різні концесії, квоти та ліцензії, використовували державні кошти у своїх цілях, виплачуючи комісійні владним «патронам». Найбільшими «чуконгами» були Судоно Салім (Лім Лян Сяо) і Вільям Сур'яджайя (Цзя Цян Де), на яких замикалися менш впливові групи китайських підприємців. Ці два магнати мали тісні зв'язки з найбільш високопоставленими сімействами і видатними генералами країни, багато з яких ставали акціонерами і членами рад директорів структур бізнесменів (особливо «входженням» у бізнес хуацяо славилися сини і доньки Сухарто).
Робітники, ремісники, службовці і дрібні торговці з числа хуацяо, особливо зайняті на підприємствах хуацяо або залежні від них, не були схильні до гострої економічної або політичної боротьби за свої права та інтереси. Вони боялися втратити опіку і допомогу з боку своєї громади, саме становище якої в індонезійському суспільстві змушувало хуацяо демонструвати свою лояльність щодо влади (почасти через побоювання бути звинуваченими в якихось «підривних» діях). Китайські підприємці за допомогою етнічного патерналізму фактично ізолювали найманих робітників з числа земляків від загального потоку профспілкового руху Індонезії.
У першій половині 1980-х років посилився інвестиційний потік з боку індонезійських хуацяо в особливі економічні зони Китаю (Шеньчжень, Чжухай, Шаньтоу і Сямень), а пізніше — на ринки таких мегаполісів, як Гуанчжоу і Шанхай. Крім того, багато індонезійських магнатів з числа етнічних китайців продовжували виводити свої капітали в Сінгапур, Малайзію, Гонконг і США (значна частина «іноземних» інвестицій в економіку Індонезії фактично була раніше вивезеними капіталами хуацяо, легалізованими за кордоном, а потім повернутими в країну після поліпшення інвестиційного клімату.
У жовтні 1988 року уряд Індонезії припинив державне регулювання банківського сектора і почав програму по залученню у фінансовий сектор іноземних інвестицій. Зі скасуванням держконтролю і виходом банків на фондові біржі в Індонезії почався фінансовий бум. До кінця 1980-х років найбільшими приватними банками країни були Bank Central Asia і Lippo Bank, які належали магнатам-хуацяо Судоно Саліму і Мохтару Ріаді відповідно (причому, Мохтар Ріаді володів 20-відсотковою часткою і в Bank Central Asia Саліма). Станом на середину 1990-х років етнічні китайці контролювали 17 з 25 найбільших бізнес-груп Індонезії, причому багато з них були тісно пов'язані один з одним. Найбільшими конгломератами хуацяо, чиї щорічні продажі перевищували 47 млрд доларів, були Salim Group, Astra International, Sinar Mas Group і Lippo Group, а також дві найбільші тютюнові компанії Gudang Garam і HM Sampoerna.
Згідно з іншими дослідженнями, опублікованими міністерством закордонних справ і торгівлі Австралії, в першій половині 1990-х років індонезійські хуацяо контролювали публічні компанії, які в сумі становили 73 % ринкової капіталізації приватного сектора країни (за винятком іноземних та державних компаній, які котирувалися на фондових біржах). Крім того, їм належало 68 % компаній із 300 найбільших приватних конгломератів країни, зокрема дев'ять з десяти найбільших бізнес-груп Індонезії. Таким чином, становлячи близько 3 % населення Індонезії, хуацяо безпосередньо або опосередковано контролювали близько 70 % економіки країни. Крім вищезазначених магнатів китайського походження (Судоно Салім і його син Ентоні із Salim Group, Вільям Сур'яджая і його син Едвін з Astra International, Ека Чіпта Віджаджа і його сини Френк і Тегух з Sinar Mas Group, Мохтар Ріаді і його син Джеймс із Lippo Group) великий вплив мали хуацяо Мохамад «Боб» Хасан — партнер Сухарто з гольфу та член МОК, який займав пост міністра торгівлі і промисловості Індонезії, а також носив неформальний титул «короля фанери» (він був найбільшим у світі експортером фанери з річним обігом 4 млрд доларів).

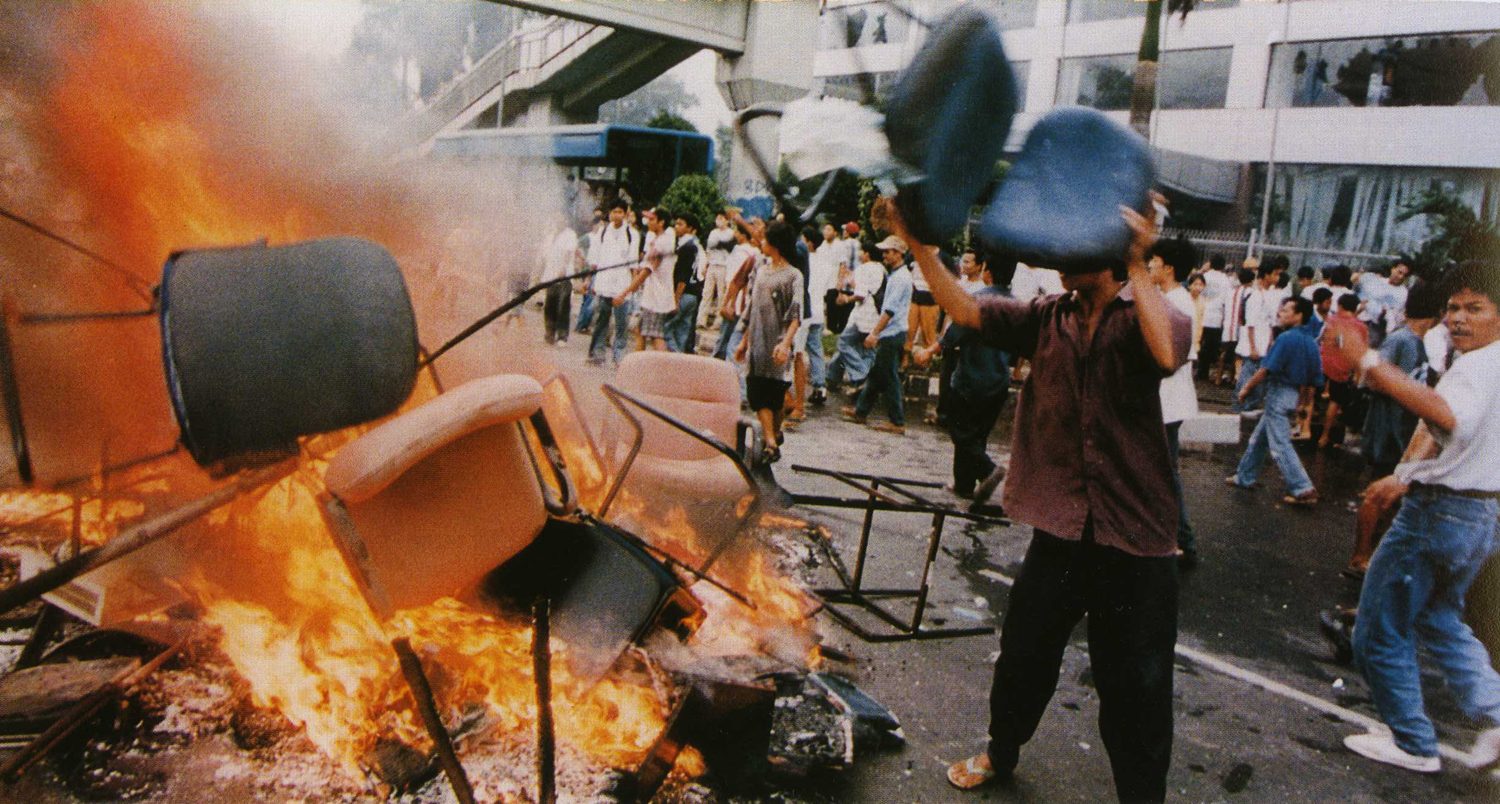
Антикитайський погром у Джакарті 1998 року

Азійська фінансова криза 1997—1998 років не лише призвела до розорення багатьох впливових бізнес-груп хуацяо, але й викликала потужні антикитайські виступи, які нерідко переростали в погроми і насильство. Так бідні індонезійці й мусульманське студентство висловлювали свій соціальний протест проти заможних китайців, багато з яких займалися роздрібною торгівлею і лихварством, тобто становили видиму і найбільш доступну частину хуацяо.
У травні 1997 року політичні розбіжності в Банджармасіні вилилися в масові заворушення, антихристиянські та антикитайські погроми (було спалено або пограбовано кілька церков, католицьких шкіл, буддійських храмів, торгових центрів, готелів, відділень банків, будинків та офісів компаній, що належали китайцям, загинуло понад 130 осіб).
У травні 1998 року масові заворушення охопили Джакарту, Суракарту, Сурабаю, Медан та інші великі міста країни. Основними об'єктами нападів стали етнічні китайці та їх майно. Натовпи протестувальників, незадоволених економічною кризою і політикою влади, громили і грабували ринки, магазини, відділення банків, офіси, які належали хуацяо, підпалювали автомобілі і торгові центри. У Джакарті в ході заворушень спалено будинок найбільш впливового бізнесмена країни Судоно Саліма, а сам мільярдер був змушений бігти в Сінгапур. Загалом в заворушеннях загинуло більш як тисяча людей, але більшість з них були грабіжниками і випадковими жертвами, які не змогли вибратися з вогню пожеж. На хвилі народного невдоволення президент Сухарто був змушений піти у відставку.
У розпал кризи найбільші банки хуацяо (Bank Central Asia і Bank Lippo) потрапили під зовнішнє управління державних структур. Попри економічні труднощі, наприкінці 1990-х років хуацяо контролювали 80 % з 300 найбільших корпорацій країни і близько 70 % приватного сектора економіки Індонезії. З 15 найбільших компаній, капіталізація яких становила 92 млрд доларів, 14 перебували під контролем хуацяо, з 15 найбагатших родин країни 12 мали китайське походження.
Державна політика президента Хабібі, проведена після травневих подій 1998 року, була спрямована на викорінення політичних і соціальних обмежень щодо індонезійських китайців. Новий уряд почав кампанію з відновлення довіри китайських бізнесменів, особливо тих, які залишили Індонезію в період нестабільності (посередником між хуацяо і владою виступила сім'я китайського магната Мохтара Ріаді). Одночасно було проведено реформи, спрямовані на деолігархізацію економіки країни, однак конгломерати хуацяо досить швидко відновили свою колишню могутність. Якщо в період правління Сухарто серед китайських бізнесменів домінували фуцзяньцы (або хокчіу), то після його повалення на передові позиції висунулися інші бізнес-групи хуацяо. Згідно з даними перепису 2000 року найбільші громади хуацяо розташовувалися в Джакарті (460 тис.), Західному Калімантані (353 тис.), Східній Яві (191 тис.), Ріау (177 тис.), Центральній Яві (165 тис.), Західній Яві (163 тис.), Банка-Белітунгу (104 тис.) і Бантені (90 тис.).

## Сучасне становище

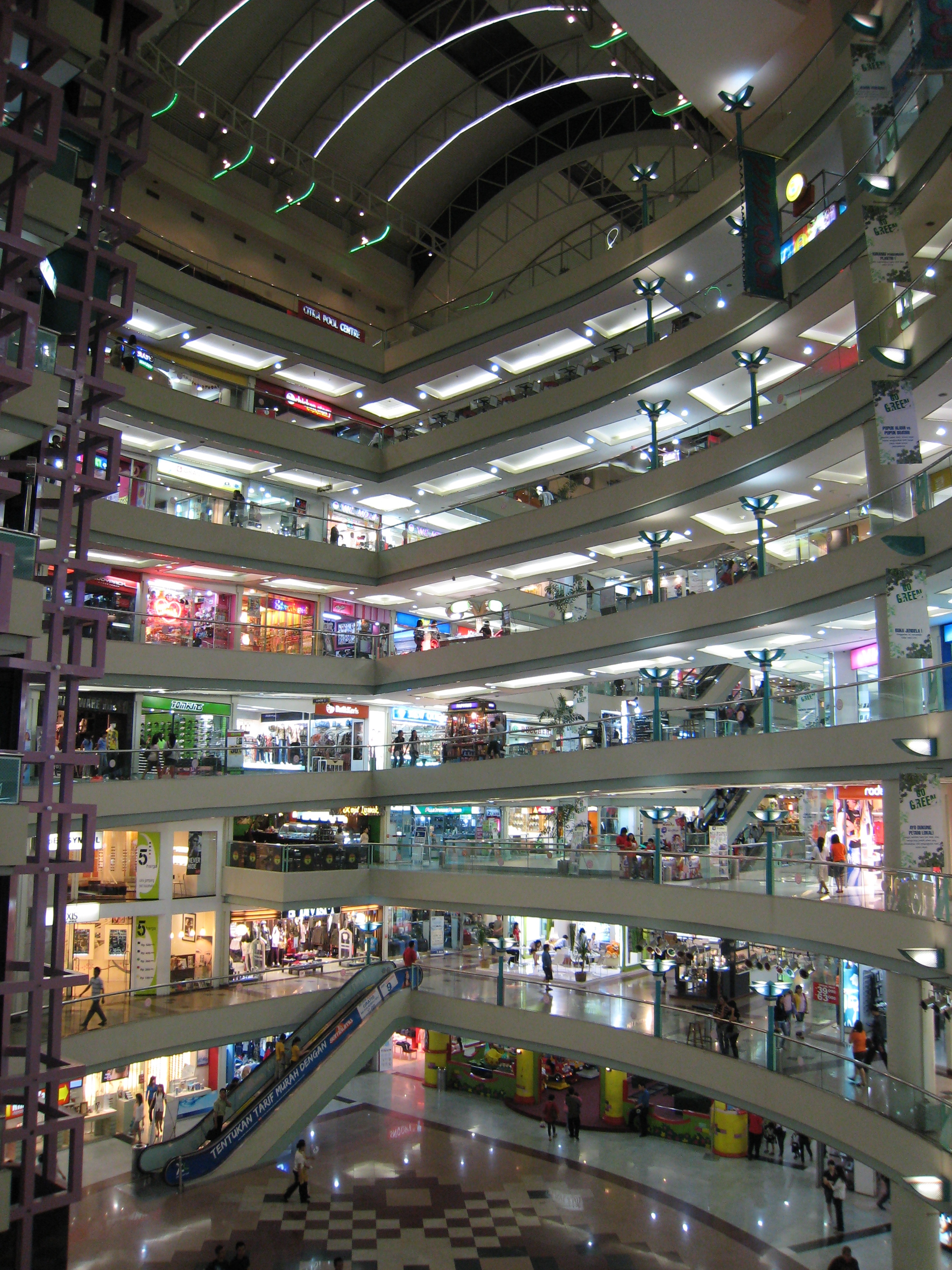
Ciputra Shopping Mall у Джакарті

На початок 2000-х років в Індонезії діяло близько вісімдесяти приватних банків хуацяо, які становили 70 % приватного банківського сектора країни, і десять страхових компаній. П'ять банків, які належали китайському капіталу, мали дозвіл на валютні операції і діяли в багатьох країнах Південно-Східної Азії, Далекого Сходу, Північної Америки і Західної Європи. Більшість іноземних інвестицій та інших фінансових операцій з Китаю, Гонконгу і Сінгапуру проходило через банки індонезійських хуацяо.
У галузі торгівлі капітал хуацяо, тісно пов'язаний з міжнародними корпораціями, контролював близько 90 % всіх приватних супермаркетів, більшу частину продуктових торгових мереж і великих торгових центрів (молів), експортно-імпортних операцій та оптової торгівлі.
В обробній промисловості Індонезії на частку хуацяо припадало понад 73 % великих приватних компаній і близько 60 % малих і середніх приватних підприємств. Китайці контролювали понад половину виробництва борошна, цементу, автомобілів і електроніки, понад половину експорту деревини і фанери, понад 90 % тютюнового ринку країни (особливо місцевих сигарет кретек).
В агропромисловому секторі підприємства хуацяо мають вплив у плантаційному господарстві, рибальстві, птахівництві, вони займають істотну частку ринку пальмової олії, цукру, тютюну, перцю, кави, копри, а також рису, кукурудзи, арахісу і спаржі.
2000 року сінгапурська компанія Cycle & Carriage завершила придбання індонезійського багатопрофільного холдингу Astra International (у 2005 році холдинг став дочірньою структурою сінгапурської Jardine Cycle & Carriage, що входить до складу гонконгської групи Jardine Matheson). За часів президентства Вахіда скасовано заборону на суспільну демонстрацію китайської культури. Влада дозволила хуацяо без додаткових дозволів проводити свої традиційні свята і церемонії. 2002 року новий президент Сукарнопутрі оголосила, що вік 2003 року Китайський новий рік будуть відзначати як національне свято. Все це позитивно позначилося на бізнес-кліматі хуацяо Індонезії. Також у 2002 році контрольний пакет акцій Bank Central Asia купили тютюнові магнати брати Роберт і Майкл Хартоно.
Станом на 2005 рік в Індонезії проживало понад 7,5 млн етнічних китайців різного ступеню асиміляції. У 2005 році Путера Сампурна продав найбільшу тютюнову компанію HM Sampoerna американській групі Філіп Морріс Інтернешнл. 2006 року прийнято новий закон про громадянство, згідно з яким будь-який уродженець Індонезії незалежно від національності і віросповідання міг балотуватися на посаду президента (крім того, діти іноземців, що народилися в Індонезії, мали право просити індонезійське громадянство). У 2008 році Ека Тіпта Віджаджа продав Bank Internasional Indonesia, який входив до десятки найбільших банків країни, малайзійському Maybank. Того самого року Bank Lippo злився з великим індонезійським PT Bank CIMB Niaga, який входив у малайзійську CIMB Group.
Згідно з даними перепису 2010 року найбільші громади хуацяо розташовувалися в Джакарті (632 тис.), Західному Калімантані (358 тис.), Північній Суматрі (340 тис.), Західній Яві (255 тис.), Східній Яві (244 тис.), Бантені (184 тис.), Центральній Яві (140 тис.), на островах Ріау (129 тис.), в Ріау (102 тис.), Банка-Белітунгу (100 тис.), Південній Суматрі (72 тис.), Південному Сулавесі (44 тис.) і Лампунгу (40 тис.). 2013 року медіа-магнат Харі Танусудібджо придбав ICB Bumiputera Bank, який восени 2014 року перетворив на MNC Bank. Того самого 2014 року сінгапурська компанія Overseas Union Enterprise Мохтара Ріаді купила за 368 млн доларів 73-поверховий лос-анджелеський хмарочос Башта Банку США, а Теодор Рахмат продав більшу частину акцій Bank Sahabat Purba Danarta структурам Bank BTPN.
Станом на літо 2014 року найбільшими приватними конгломератами Індонезії за ринковою капіталізацією були Astra Group (474,74 трлн рупій), Salim Group (172,03 трлн рупій), Lippo Group (120,84 трлн рупій) і Sinar Mas Group (112,07 трлн рупій). Найбільшими активами Astra Group були Astra International, Toyota Astra Motor, Astra Daihatsu Motor, Astra Agro Lestari, Astra Otoparts, Astra Graphia, United Tractors і Astra Credit (автомобілі, сільгосптехніка, важке обладнання, сільське господарство, гірництво, енергетика, фінансові послуги, інформаційні технології, інфраструктура і логістика). Загалом у 183 компаніях групи працювало понад 225 тис. осіб.
Найбільшими активами Salim Group були Indofood, IndoAgri, Indolakto, Salim Ivomas Pratama, London Sumatra Indonesia, Nestlé Indofood Citarasa Indonesia, PepsiCola Indobeverages, Quaker Indonesia, Indoritel Makmur Internasional, Indomaret, Nippon Indosari Corpindo і Fast Food Indonesia (сільське господарство, споживчі товари, логістика та роздрібна торгівля). Найбільшими активами Lippo Group були Lippo Karawaci, Lippo Cikarang, Matahari і First Media (нерухомість, будівництво, роздрібна торгівля та медіа-бізнес). Найбільшими активами Sinar Mas Group були Bumi Serpong Damai, Sinar Mas Agro Resources and Technology і Smartfren Telecom (нерухомість і сільське господарство). Замикала п'ятірку приватних конгломератів, які належали хуацяо, Ciputra Group (27,63 трлн рупій).
Серед проблем, з якими доводиться стикатися дрібним і середнім китайським торговцям, особливо на периферії, виділяється нелегальна й відверто кримінальна діяльність ультраправих угруповань на зразок «Молоді Панча Сила», що складаються з ветеранів масового терору 1965—1966 років. Крім збору данини з підприємців-хуацяо ці парамілітарні формування, які перебувають під заступництвом регіональної влади і армійських генералів, займаються охороною компаній і торгових мереж, захопленням селянських земель під плантації й житлову забудову, «кришуванням» нелегального грального бізнесу, контрабанди та вирубки лісів.

### Найбільші фінансово-промислові групи

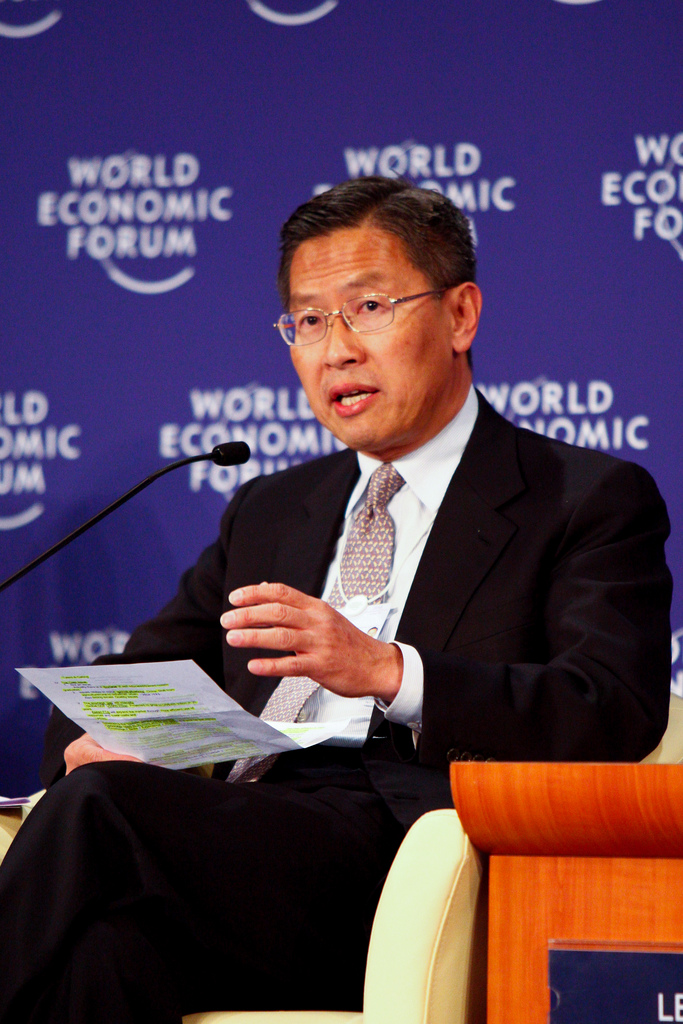
Джеймс Ріаді — керівник Lippo Group

Основні активи хуацяо зосереджені в банківській справі, страхуванні, нерухомості, роздрібній торгівлі, готельній справі, плантаційному господарстві, тютюновій, харчовій (пальмова олія), гірничодобувній, лісовій, целюлозно-паперовій та нафтогазовій промисловості, медіа-бізнесі, телекомунікаціях, транспорті та медичному бізнесі. Станом на весну 2015 року найбагатшими хуацяо Індонезії були:
- Брати Роберт Буді (9 млрд дол.) і Майкл (8,7 млрд дол.) Хартоно, які проживають у Кудусі (Центральна Ява) — найбільший приватний банк країни Bank Central Asia і тютюнова компанія Djarum[166][167].
- Мохтар Ріаді та його сини Стівен і Джеймс (2,6 млрд дол.), які проживають у Джакарті і Сінгапурі — конгломерат Lippo Group (нерухомість, медіа-бізнес, телекомунікації, мережі торгових центрів, гіпермаркетів і кінотеатрів, медичне обслуговування та страхування, банківська справа)[157].
- Бахтіар Карім (2 млрд дол.), який проживає в Медані — конгломерат Musim Mas Group (виробництво пальмової олії, мила, маргарину у біодизелю, торгівля зерном, судноплавство і плантаційне господарство)[168].
- Теодор Рахмат (1,9 млрд дол.), який проживає в Джакарті — виробник пальмової олії Triputra Agro, плантаційна компанія Kirana Megatara, інтереси в дилерській компанії Daya Group (продаж автомобілів і мотоциклів), готельному та медичному бізнесі. Двоюрідний брат Рахмата — мільярдер Едвін Сур'яджая[158].
- Чіпутра (1,8 млрд дол.), який проживає в Джакарті — конгломерат Ciputra Group (готельна справа, торгова, офісна та житлова нерухомість, будівництво)[169].
- Суканто Таното і його син Андерсон (1,8 млрд дол.), які проживають у Сінгапурі — конгломерат Royal Golden Eagle International (лісова і целюлозно-паперова промисловість, виробництво пальмової олії), плантаційна компанія Asian Agri і нафтогазова компанія Pacific Oil & Gas[170].
- Дато Шрі Тахір (1,7 млрд дол.), який проживає в Джакарті — конгломерат Mayapada Group (нерухомість, будівництво, готельна і видавнича справа, роздрібна торгівля, медичне обслуговування) і Bank Mayapada[171].
- Мурдая Пу (1,7 млрд дол.), який проживає в Джакарті — конгломерат Central Cipta Murdaya (інформаційні технології, лісова промисловість, плантаційне господарство, виставковий і медіа-бізнес)[172].
- Мартуа Сіторус (1,7 млрд дол.), який проживає в Сінгапурі — співвласник сінгапурської агропромислової корпорації Wilmar International (виробництво пальмової олії, цукру, біодизеля і хімікатів, плантації) та нерухомості в Лондоні (хмарочос Aviva Tower)[173].
- Харі Танусудібджо (1,4 млрд дол.), який проживає в Джакарті — конгломерат MNC Group (медіа-бізнес, фінанси, нерухомість, видобуток сировини, енергетика і транспорт)[156].
- Едвін Сур'яджая (1,2 млрд дол.), який проживає в Джакарті — конгломерат Saratoga Investama Sedaya (телекомунікації, енергетика, вугільна промисловість, авіаперевезення, продаж мотоциклів, частка в компаніях Adaro Energy, Tower Bersama Infrastructure і Mitra Pinasthika Mustika)[174].
- Джоко Сусанто (1,1 млрд дол.), який проживає в Джакарті — найбільша в країні мережа міні-маркетів Alfamart[175].
- Лоу Тук Квон (1 млрд дол.), який проживає в Джакарті — вугільна компанія Bayan Resources[176].

Серед інших впливових бізнесменів-хуацяо виділялися Сусіло Воновіджоджо (тютюнова компанія Gudang Garam), Ентоні Салім (конгломерат Salim Group, до сфери інтересів якого входять продукти харчування, роздрібна торгівля, телекомунікації, нерухомість, банківська справа, плантаційне господарство), Ека Чіпта Віджаджа (конгломерат Sinar Mas Group, до сфери інтересів якого входять пальмова олія, папір, медіа-бізнес, телекомунікації та нерухомість), Бунджамін Сетіаван (медична компанія Mitra Keluarga і фармацевтична компанія Kalbe Farma), Путера Сампурна і його син Майкл (інвестиційна компанія Sampoerna Strategic з інтересами в агробізнесі, фінансових послугах, нерухомості, телекомунікаціях та лісовій промисловості, а також плантаційна компанія Sampoerna Agro і лондонське казино Les Ambassadeurs), брати Кушнан і Рушді Кірана (найбільша приватна авіакомпанія Lion Air), Ека Чандранегара (оператор нерухомості і забудовник Mulia Land, виробник будівельних матеріалів Mulia Industrindo), Едді Катуарі (конгломерат Wings Group, що випускає побутову хімію, мило, продукти харчування і пакувальні матеріали, а також має інтереси в нерухомості).Також до групи найбільш впливових хуацяо належали Кунчоро Вібово (конгломерат Kawan Lama, об'єднує роздрібну торгівлю обладнанням і електронікою, а також дистрибуцію чаю), Чіліандра Фангіоно (виробник пальмової олії і плантаційна компанія First Resources), Александр Теджа (оператор мережі торгових центрів Pakuwon Group і забудовник Centrum Utama Prima), Лім Харіянто Віджая Сарвоно (конгломерат Harita Group, що об'єднує виробника пальмової олії Bumitama Agri, інтереси в плантаційному господарстві, лісовій і деревообробній промисловості, виробництві бокситів та глинозему), Ірван Хідаят (фармацевтична компанія Sido Muncul), Тхе Нін Кін (будівельна компанія Alam Sutera Realty, птахівницька компанія Argo Manunggal Group, інтереси в нерухомості, страхуванні та металургії), Джогі Хендра Атмаджа (харчова корпорація Mayora Group), Праджого Пангесту (конгломерат Barito Pacific з інтересами в нерухомості, нафтовій і лісовій промисловості, нафтохімічна компанія Chandra Asri Petrochemicals). Китайцям належить частка в найбільшому медіа-концерні Kompas Gramedia Group та багато інших корпорацій Індонезії. Досить значний прошарок серед індонезійських мільярдерів становлять християни (наприклад, Мохтар Ріаді, Теодор Рахмат, Едвін Сур'яджая, Харі Танусудібджо, Путера Сампурна, Кушнан і Рушді Кірана та інші). Китайцем-християнином був і губернатор Джакарти Басукі Чахая Пурнама.